# الترجي الرياضي التونسي
الترجي الرياضي التونسي، وغالبًا ما يعرف اختصارًا باسم الترجي ويختصر بأحرف EST (بالفرنسية: Espérance Sportive de Tunis)، ويلقب بالمكشخة، شيخ الأندية التونسية، نادي الدم والذهب وغول إفريقيا (حسب صحيفة فرانس فوتبول). وهو نادي كرة قدم تونسي محترف مقره تونس العاصمة، تأسس يوم 15 يناير 1919 في حي باب السويقة بتونس العاصمة ينشط في الرابطة التونسية المحترفة الأولى منذ 1936.
وهو النادي التونسي الأكثر نجاحا وطنياً ودولياً في جميع المسابقات برصيد أربعة وثلاثون لقباً من الرابطة التونسية المحترفة الأولى (رقم قياسي) آخرها موسم 2024-2025 ، وستة عشر لقباً من كأس تونس (رقم قياسي) آخرها موسم 2024–25، و ثمان ألقاب من كأس السوبر التونسي (رقم قياسي)، و كأس الهادي شاكر سنة 1968 ودورة حمدة العواني سنة 1978. على المستوى الإفريقي فاز الترجي بلقب دوري أبطال إفريقيا أربع مرات سنوات 1994، 2011، 2018، 2018–19، كأس الاتحاد الإفريقي للأندية سنة 1997، كأس السوبر الإفريقي في نسخة 1995 وكأس إفريقيا للأندية أبطال الكؤوس في نسخة 1998. على المستوى العربي فإن الترجي أكثر الأندية العربية فوزا بلقب كأس العرب للأندية الأبطال ثلاث مرات (رقم قياسي) في نسخ 1993، 2008–09، 2016–17 وكأس السوبر العربي سنة 1996، عالميا تحصل الترجي على لقب الكأس الأفروآسيوية للأندية سنة 1995. وشارك ثلاث مرات في كأس العالم للأندية سنوات 2011، 2018، 2019، واكتفى بالمركز الخامس كأفضل مشاركة.
احتل الترجي الرياضي التونسي المركز السابع في ترتيب أفضل الأندية الإفريقية للقرن العشرين الذي وضعه الاتحاد الدولي لكرة القدم. كما اختاره الاتحاد الإفريقي لكرة القدم باعتباره أفضل خامس نادٍ إفريقي في القرن العشرين، وتصدر ترتيب الأندية الإفريقية عدة مرات آخرها سنة 2018، وصاحب المركز الـ21 في ترتيب أكثر الأندية تتويجا بالألقاب في القرن 21 حسب موقع ترانسفير ماركت. كما حصل على جائزة أفضل نادي إفريقي سنة 2011 وجائزة الفيفا للعب النظيف سنة 2019. يوجد تنافس معين مع النادي الإفريقي الذي يلعب ضده في ديربي تونس العاصمة كل موسم من الرابطة التونسية المحترفة الأولى وأحيانا كأس تونس، ومنافسة أخرى في كلاسيكو تونس مع النجم الرياضي الساحلي والنادي الرياضي الصفاقسي وضد الملعب التونسي في ديربي تونس الصغير. يعتبر لاعب الترجي السابق طارق ذياب أسطورة وأيقونة النادي إذ أنه اللاعب الأكثر مشاركة برصيد 427 مباراة والهداف التاريخي حيث سجل 127 هدف. يتولى رجل الأعمال التونسي حمدي المؤدب رئاسة النادي منذ 2007، ويدربه المدرب التونسي ماهر الكنزاري منذ 17 مارس 2025. يستقبل الترجي الرياضي التونسي منافسيه على أرضية الملعب الأولمبي برادس الواقع في مدينة رادس بالعاصمة التونسية. وتيمنًا باسمه سميت عدة أندية في المنطقة باسم الترجي مثل الترجي الرياضي الجرجيسي، ترجي وادي النيص الفلسطيني والترجي السعودي. تبلغ ميزانية النادي 17.6 مليون يورو في عام 2012. ثم يرتفع إلى 9.398 مليون يورو في عام 2013 وإلى 12.17 مليون يورو في عام 2014. لدى الترجي الرياضي التونسي قاعدة جماهيرية عريضة في تونس ليست في العاصمة فقط بل في كل البلاد، بعد الفوز بلقب دوري أبطال إفريقيا مرتين متتاليتين ظهرت شعبية النادي أيضا في إفريقيا السمراء وتؤطر الجماهير في الخارج بعض من خلايا الأحباء مثل فرنسا، ألمانيا، قطر والإمارات العربية المتحدة، في كأس العالم للأندية 2018 تنقل أكثر من ألف مناصر إلى الإمارات العربية المتحدة لمؤازرة الفريق.

## التاريخ

### التأسيس

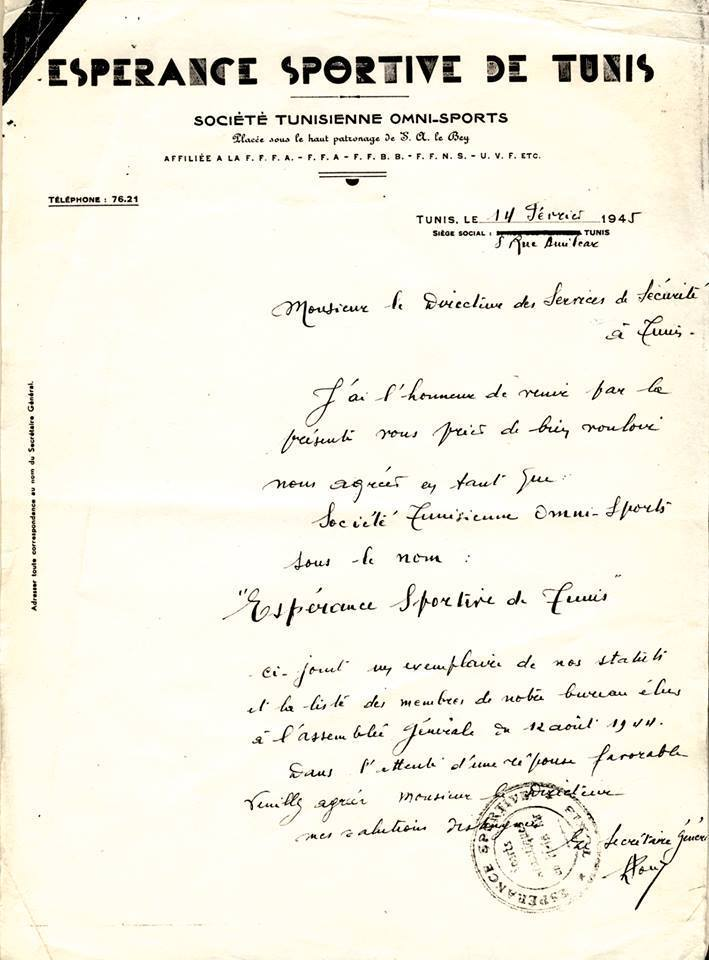
قرار الممارسة.

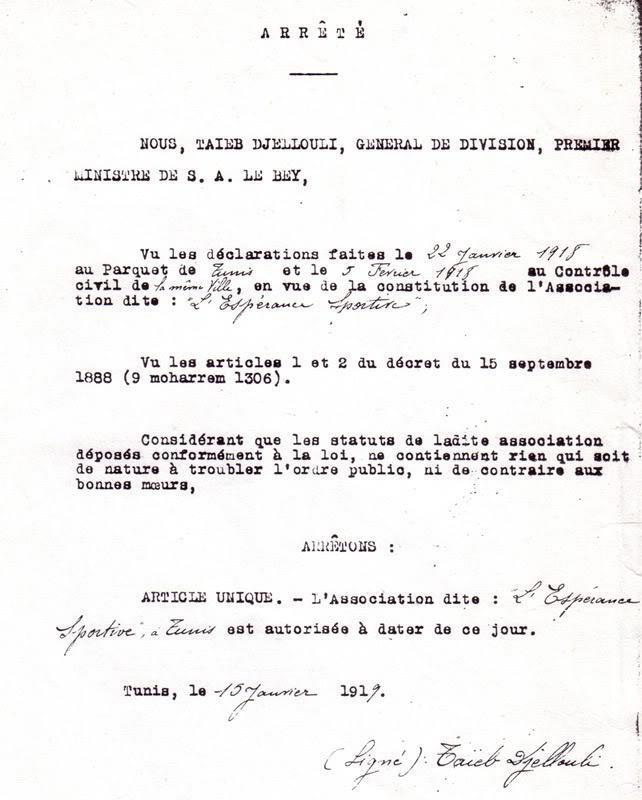
مرسوم الترخيص بتاريخ 15 يناير 1919

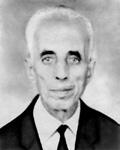
محمد الزواوي

المرحلة الأولى كانت تتمثل في إعداد النظام الأساسي للنادي والحصول على الترخيص الرسمي من السلطات الفرنسية المختصة وكان لزاما على الهادي قلال ومحمد الزواوي هنا الاعتماد على صداقة الطيب بدرة وهو تلميذ سابق بالمعهد الصادقي لإخراجهما من هذا المشكل الذي تواصل أكثر من شهر. الطيب بدرة تمكن من الحصول خلسةً على القانون الأساسي لفريق راسينغ كلوب ومدّه للهادي القلال الذي تولى نسخ وكتابة هذا القانون فقرة فقرة طوال ليلة كاملة على ضوء الشموع لإرجاعه من الغد إلى مكانه حتى لا يتفطن أحد لغياب الملف من مقر النادي. بعد ذلك كان لا بد من القيام ببعض التحويرات قبل إيداع الطلب لدى المحافظ التونسي والمراقب المدني لمصالح الأمن للحصول على الضوء الأخضر لكن كان من الضروري إعطاء اسم للفريق وإحداث هيئة مديرة مؤقتة. في الأثناء أصبح أصحاب فكرة إنشاء هذا الفريق الجديد جماعة منظمة تلتقي باستمرار واختارت «مقهى الترجي» كمكان تلتقي فيه بصفة يومية. هذا المقهى كان موجودا بمدخل الأسواق بين نهج الجزيرة ونهج مصطفى مبارك. وهناك تباحث مؤسسو الفريق عن الاسم الذي سيعطونه لناديهم وتم الاتفاق على اسم المقهى الذي يلتقون فيه وكان «الترجي الرياضي».
```
بعد أشهر من الانتظار، أعطت السلطات في يناير 
1919
 لمؤسسي الترجي الموافقة المبدئية والشفوية على إحداث الفريق، لكن بعد أسبوعين أصدرت السلطات قراراً يفرض تسمية رئيس 
فرنسي
 لإعطاء الموافقة الرسمية لتأسيس الترجي وتمت تبعا لذلك تسمية 
لويس مونتاسيي
 على رأس الفريق.
[
32
]
 بعد شهر وبالتحديد في 
15 يناير
 
1919
 تحصل مؤسسو الترجي على الترخيص القانوني والرسمي، وكان يوم فرحة كبيرة لمؤسسي الترجي، محمد الزواوي والهادي القلال، وجماعتهما على النجاح في بعث أول فريق تونسي. بعد أشهر قليلة تم تعويض 
لويس مونتاسيي
 برئيس تونسي و هو 
محمد المالكي
 الذي تابع مسيرة ناجحة جدا في ميدان القضاء وشغل منصب رئيس محكمة الاستئناف وعميد جمعية قدماء المعهد الصادقي قرابة خمسين سنة.
[
33
]
 بعد الهيئة المؤقتة بقيادة مونتاسيي فإن الهيئة المديرة الحقيقية للترجي تألفت من 
محمد المالكي
 (رئيس) ومحمد الهنتاتي (نائب رئيس) وعلالة الرقيق (كاتب عام) والعروسي بن عصمان (أمين مال) والهادي القلال (أمين مال مساعد) ومحمد الزواوي ومنوبي النوري (أعضاء). لعب الترجي الرياضي أول مباراة له في تاريخه بالتشكيلة التالية: الحبيب الطرابلسي (حارس مرمى)، محمد الزواوي (ظهير أيمن)، حسن بودربالة (ظهير أيسر)، الطاهر الزواري وعثمان بن سلطان (محور دفاع)، الهادي القلال (متوسط ميدان دفاعي)، حسين بودربالة (جناح أيمن)، الطاهر بن لبيض (وسط أيمن)، محمّد الزواوي (قلب هجوم)، علالة القايجي (وسط أيسر)، الهادي بن عمار (جناح أيسر). الاحتياطيون: الصادق باش بواب، عبد الحميد الطبربي، الشريف بودربالة.
[
34
]
```

### نادي مسلم بالكامل

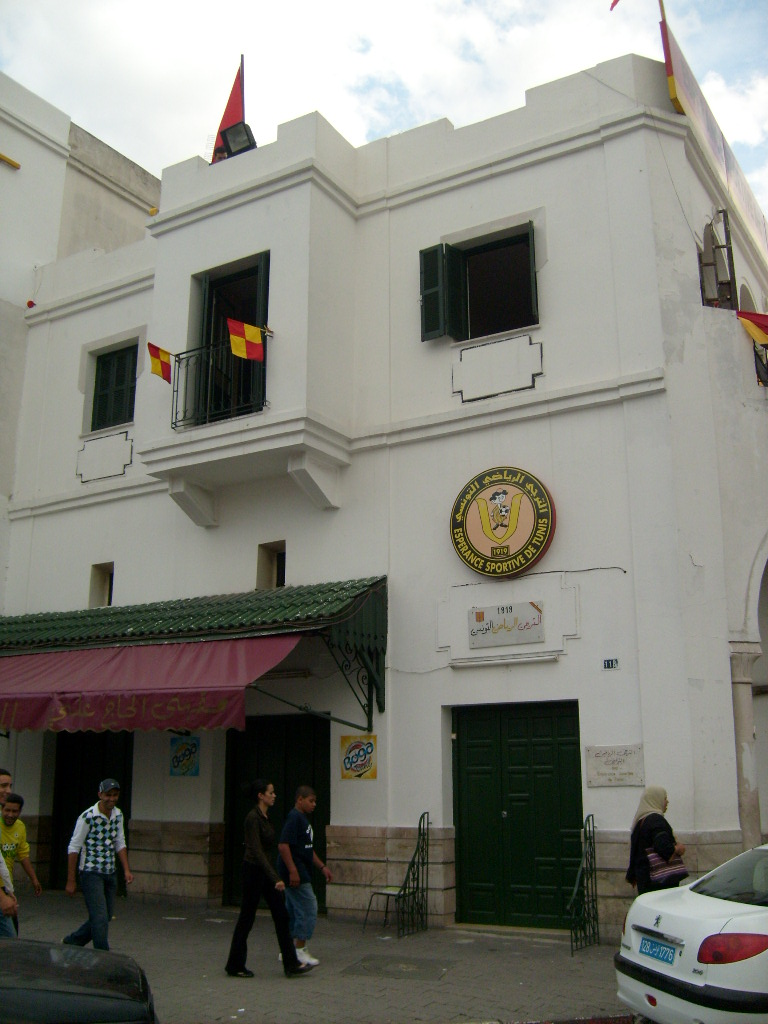
مقهى الترجي في باب سويقة.

ظهر كرة القدم في ولاية تونس في أوائل القرن العشرين. كانت الأندية الأوروبية، التي كانت في الغالب فروعًا استعمارية للاتحادات الرياضية في البلدان الأصلية، هي الوحيدة التي شاركت في أول بطولة تونسية عام 1910. من بين هذه الأندية كانت هناك أندية فرنسية مثل نادي "راسينغ كلوب" بتونس (تأسس عام 1904)، "اللوطان" (وهو نادي ترعاه الكنيسة الكاثوليكية)، "النادي الرياضي التونسي" (1908)، و"الملعب الغولي"، بالإضافة إلى أندية إيطالية (إيطاليا تونس، سافويا سوسة) وأندية مالطية، وكان أبرزها "ميليتا سبورت" في تونس. ومع مرور السنوات، انضمت أندية مثل "جان دارك" و"أفانت غارد" و"الملعب التونسي" إلى هذا التشكيل. كان "الملعب الأفريقي"، وهو نادي فرنسي-عربي (لكن غالبية أعضائه كانوا فرنسيين)، هو الأول الذي يضم لاعبين تونسيين تم تجنيدهم من المدارس الثانوية والجامعات.
بعد انقطاع دام عامين بسبب الحرب العالمية الأولى، تم تنظيم "كأس الفرنسيين-العرب" في عام 1917، مما شكل عودة للمنافسات. خلال المباراة النهائية بين "الملعب الأفريقي" و"الملعب التونسي" (الذي كان يضم لاعبين يهود فقط)، اندلعت حوادث عنيفة بين جماهير الفريقين. كانت الأجواء في المدرجات مشحونة بمعاداة السامية الكامنة: كانت النقاط الأربعة عشر للرئيس وودرو ويلسون ووعد بلفور على لسان كل من في المدرجات، واستمر الاستياء تجاه اليهود الذين لم يتم تعبئتهم خلال النزاع، مما ألقى بظلاله على العقول في المدرجات. بعد هذه الاضطرابات بين المسلمين واليهود، والمشاحنات المعادية للسامية التي شهدتها المباراة، تم حظر أي تظاهرة رياضية أو تجمع جماهيري.
يقع شارع عاشور في الجزء الشمالي من المدينة العتيقة، وهو شارع يهيمن عليه المسلمون ويمتد نحو "حلفية"، وهي منطقة ذات كثافة سكانية يهودية، مما ساهم في تفاعل بين جماعتين مجاورتين. بعد أن كانت هذه المجتمعات خصومًا في البداية، أصبحت أكثر تقاربًا وقررت دمج فرقها الرياضية، مما هدأ السلطات الفرنسية. وبذلك وُلد "الاتحاد الرياضي التونسي" من دمج "الملعب التونسي" و"الملعب الأفريقي". سيطر هذا النادي الجديد على كرة القدم التونسية خلال فترة ما بين الحربين.

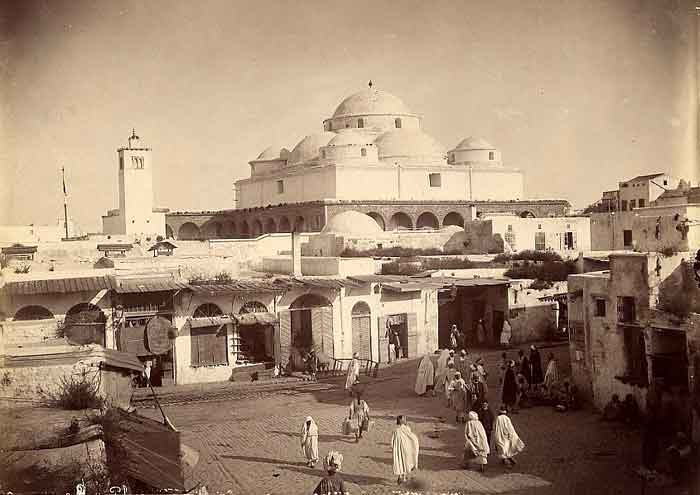
باب سويقة تونس في عام 1919.

كان محمد الزواوي، حارس مرمى "الملعب الأفريقي"، إلى جانب الهادي القلال وعثمان بن سلطان، من المدافعون لتأسيس نادي "مسلم أصيل"، وليس مجرد نادي تونسي، حيث اجتمعوا في مقهى "الترجي" على أطراف المدينة العتيقة باب سويقة. شكل هذا الاجتماع بداية تأسيس الترجي الرياضي التونسي. تم تأسيس هذا النادي كرد فعل مباشر على إنشاء الاتحاد الرياضي التونسي، الذي كان يتكون في الغالب من لاعبين يهود بعد مغادرة الأعضاء المسلمين. تم منح الترجي الرياضي التونسي إذنًا رسميًا من قبل السلطات الفرنسية في 15 يناير 1919، وتم تشكيله ليس لمعارضة الهوية الوطنية بل كإجراء مضاد لمبادرة المجتمع اليهودي في كرة القدم التونسية.
تحمل تاريخ تأسيس الترجي أهمية خاصة في تشكيل هوية النادي. يعتقد العديد من عشاق كرة القدم، بغض النظر عن الفريق الذي يناصرونه، أن الترجي هو أول نادي تونسي تم تأسيسه في البلاد. إن هذه الأصالة المستمدة من أصول النادي تساهم في مكانته الأسطورية: غالبًا ما يُرى كالتزام مبكر بالحركة الوطنية. كما أن سياسة التوظيف في النادي، التي كانت تقتصر على اللاعبين المسلمين فقط منذ البداية، عززت سمعة النادي. وعلى الرغم من النتائج المتواضعة في البداية، برز الترجي بإصراره على ضم لاعبين مسلمين فقط، على عكس الأندية التونسية الأخرى مثل الاتحاد الرياضي التونسي و النادي الأفريقي، التي ضمت لاعبين فرنسيين أو إيطاليين قبل الاستقلال. هذا الرفض لضم لاعبين "من دم مختلط" و"نقاء" الفريق المكون فقط من المواهب المحلية وضع الترجي كرمز للهوية الوطنية التونسية.
ومع ذلك، فإن وجود رئيس فرنسي لويس مونتاسيي، الذي كان مطلوبًا بموجب القانون الفرنسي عند تشكيل أي جمعية، قد أضر بعض الشيء بصورة النادي بين "الترجيين"، حيث تعارضت هذه الصلة مع مبادئ الوطنية. ومع ذلك، تم تعزيز أصالة الترجي الرياضي من خلال ارتباطه العميق بأحياء المدينة العتيقة الشمالية، مما عزز مكانته كمؤسسة محلية ووطنية.

### أولى الإنجازات (1936–1956)
في فترة رئاسة الشاذلي زويتن، التي استمرت لأكثر من ثلاثة عقود، كان الترجي الرياضي التونسي على وشك التخلي عنه إلى حد ما قبل ترقيته إلى القسم الشرفي للرابطة التونسية في عام 1936. تمكن الترجي الرياضي من الوصول إلى نهائي كأس تونس، لكنه خسر أمام الملعب الغولي في 1937. بعد عامين من إخفاقه أمام الملعب الغولي، فاز الترجي بكأس تونس (1939) ضد النجم الرياضي الساحلي (4-1)، ليحقق أول لقب له في عام 1939.
تأهل الترجي لتمثيل رابطة تونس لكرة القدم في بطولة شمال إفريقيا سنة 1955, فاز الترجي في الدور الأول ضد الجمعية الرياضية بونا بنتيجة 3-1 في 1 يناير 1955، وتأهل إلى الدور 16 لملاقاة الفتح الرياضي، حيث فاز الترجي 1-0 في 22 يناير 1955. ثم في ربع النهائي، واجه الترجي الرياضي نادي بلعباس الجزائري الفرنسي في 20 فبراير من نفس السنة، وخسر بنتيجة 2-1.
```
بين بداية الحرب العالمية الثانية والاستقلال (1956)، تحسنت جودة الفريق بشكل ملحوظ.
```

### بعد استقلال تونس
بعد إعلان الاستقلال، برز النادي كأحد الأندية الرائدة في البلاد. الألقاب (بطل في 1959 و1960 والفائز بالكأس في عام 1957
) ولكن أيضًا، تميز أسلوب لعبه بالقوة والتحول إلى الهجوم، مما ساهم في شرح جنون شعبيته. تم التخلي عن كرة القدم الهجومية في عام 1963 بعد تعيين بن عزالدين كمدرب. هذا الأخير اختار تطبيق مبادئ دفاعية صارمة جدًا على الطريقة الإيطالية. في عام 1977، فاز لاعب الوسط طارق ذياب بالكرة الذهبية الإفريقية، ليكون اللاعب الوحيد في تونس لكرة القدم الذي حصل على هذه الجائزة.

### رئاسة سليم شيبوب (1989–2004)

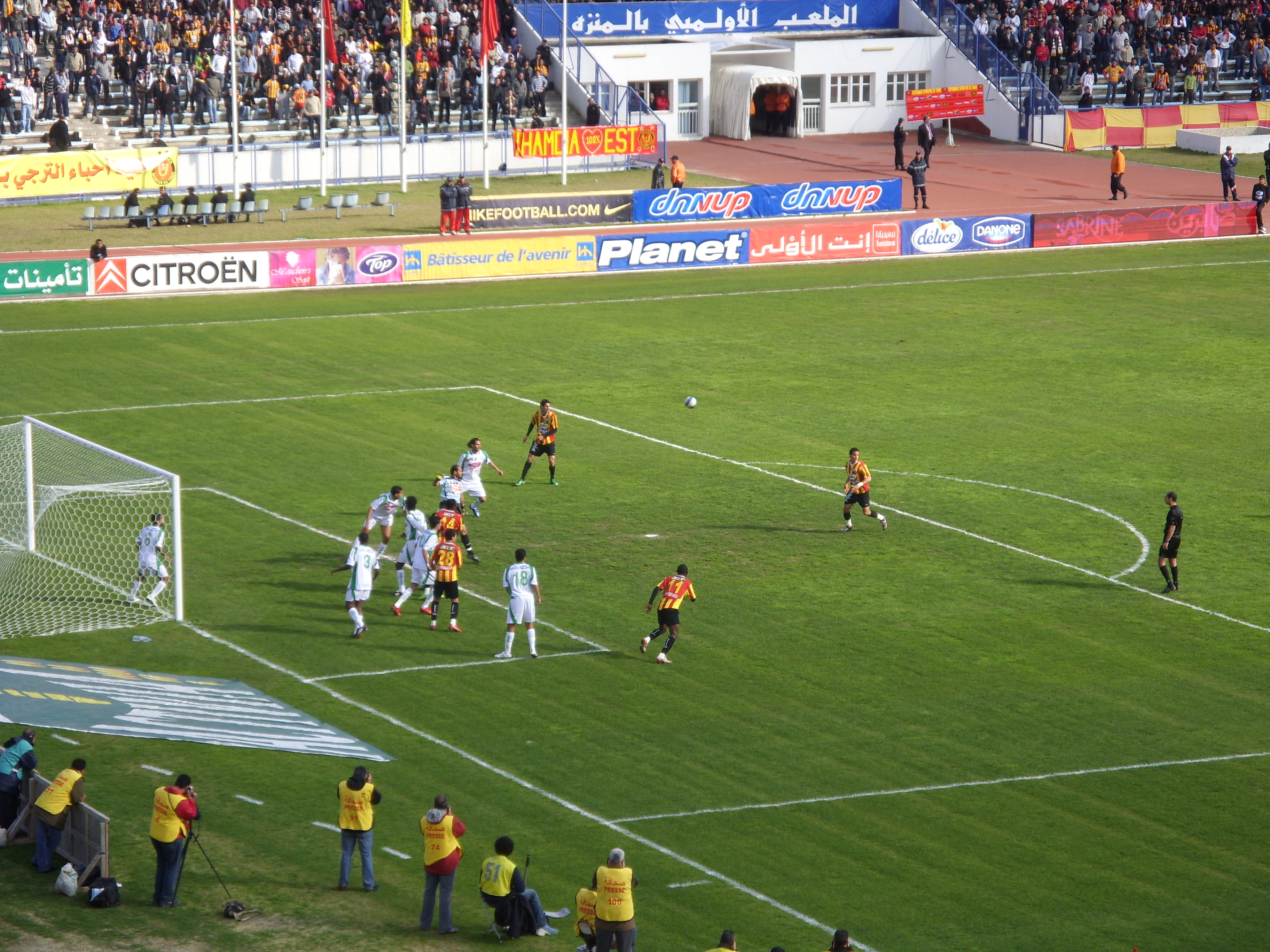
مشهد لمباراة الترجي الرياضي التونسي ونادي حمام الأنف في 21 فيفري 2009 (2–2)

كان سليم شيبوب، صهر الرئيس آنذاك زين العابدين بن علي، مسؤولاً عن مصير النادي في عام 1989. وسرعان ما حقق أحد وعوده بمضاعفة عدد البطولات بين عامي 1990 و1991، مما زاد من شعبيته. في عام 1993، حصل على العديد من الألقاب المحلية والدولية، وكان من بين أبرز النجوم الذين انضموا إلى الفريق مهاجم فريق زامبيا، كنيت ماليتولي. كما فاز الترجي الرياضي بلقب دوري أبطال إفريقيا لأول مرة، ليصبح أول فريق تونسي يفوز بهذه الكأس (1993). في العام التالي، فاز النادي بكأس دوري أبطال إفريقيا مجدداً على حساب نادي الزمالك. في عام 1995، حقق الترجي تفوقاً في البطولات الإفريقية وفاز بكأس إفريقيا-آسيا.
فاز الترجي الرياضي بعشر بطولات في تونس، منها سبع ألقاب متتالية بين عاميّ 1998 و2004. في نوفمبر 2004، أُجبر سليم شيبوب على الانسحاب من رئاسة النادي بعد هزيمته أمام النادي الرياضي الصفاقسي في نهائي كأس تونس. خلال فترة رئاسته، فاز النادي بخمسة عشر لقباً. ومع مرور الوقت، تعرض الترجي لسلسلة من الفشل امتدت لست سنوات. بعد عامين متتاليين من الوصول إلى نهائي دوري أبطال إفريقيا في 1999 و2000، لم يتمكن الفريق من الفوز بالبطولة في 1994. رغم ذلك، مع جيل جديد من اللاعبين ذوي متوسط عمر 22 عاماً مثل علي الزيتوني، مراد المالكي، خالد بدرة، راضي الجعايدي وغيرهم، وصل النادي إلى الدور نصف النهائي في دوري أبطال إفريقيا في أعوام 2001 و2003 و2004. وقد تم تعيين الترجي الرياضي من قبل الفيفا كأحد الأندية العالمية لشهر يوليو 2004. بين عامي 2005 و2007، قاد عزيز زهير النادي لتحقيق ثنائية (بطولة وكأس) في عام 2006.

### رآسة حمدي المدب (2007–الآن)
يركز حمدي المدب في المقام الأول على الجانب الاقتصادي للنادي، فضلا عن مرافقه. يلتزم النادي تحت رئاسته بملء ديونه وتحديث مرافقه وافتتاح شراكة اقتصادية جديدة مع شركة البنك التونسي. وتطوير أنشطتها التجارية. من أجل استعادة اقتصادية للنادي، وقال انه يستند إستراتيجيته على توظيف اللاعبين، والمبالغ الكبيرة المستثمرة جعلها مربحة من بيع المشتقات أو إعادة بيع اللاعبين. وفي هذا السياق، يأمل في توظيف نجم إفريقي كل عام، مثل مايكل إنيرامو. وهكذا، في غضون سنوات قليلة، والعديد من الدول الإفريقية أو التونسية الدولية وقعت كالتالي: هاريسون أفول، مايكل إنيرامو، خالد القربي، يوسف المساكني، مجدي تراوي، درامان تراوري وجوزيف يانيك نجينغ بصفقة قدرت بـ 700 ألف يورو.النادي بكأس تونس في عامي 2007–08 و2010–11، وكذلك البطولة في 2008–09، 2009–10، 2010–11، 2011–12، وكذلك كأس شمال إفريقيا للأندية الفائزة بالكؤوس 2008 ودوري أبطال العرب 2008–09؛ وهو أيضا وصيف في دوري أبطال إفريقيا 2010. ومع ذلك، فإن سياسة المدب لا تقتصر على توظيف لاعبي كرة القدم: فهو يتعاقد مع المدرب فوزي البنزرتي ثم ابن النادي نبيل معلول في ديسمبر 2010.

#### ثلاث نهائيات متتالية في دوري أبطال إفريقيا (2010–2012)

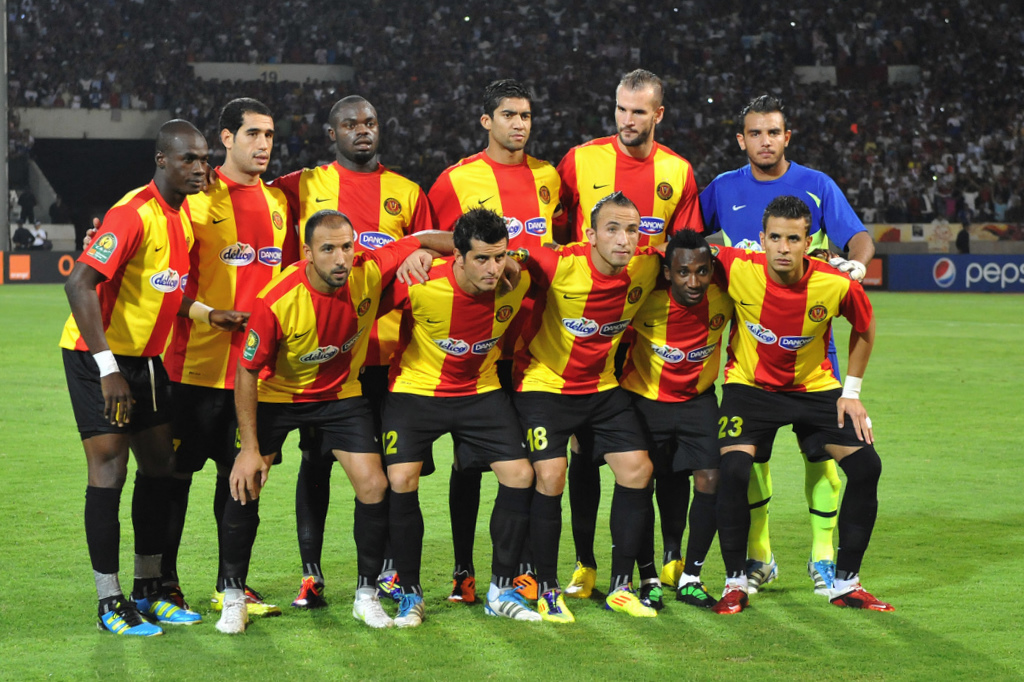
التشكيلة الفائزة بلقب دوري أبطال إفريقيا 2011

وكان موسم 2010–11 الأكثر نجاحا في تاريخ النادي بعد فوزه في كل من الدوري والكأس، فضلا عن دوري ابطال إفريقيا. وعقب هذا النجاح، تم انتخاب لجنة توجيهية جديدة برئاسة حمدي المدب في 25 سبتمبر / أيلول 2011 لمدة ثلاث سنوات. ومع ذلك، استقال معلول بعد المركز السادس في كأس العالم للأندية في يناير 2012، ميشال ديكاستيل يعود مدربا لفريق ورغم سلسلة تاريخية من ثلاثة عشر انتصارات متتالية في الدوري، أقيل من منصبه بعد الهزيمة في كأس السوبر الإفريقي وبعض النتائج السيئة في الدوري. وبالإضافة إلى ذلك، يتم بيع أسامة الدراجي ويانيك نجينغ إلى النادي السويسري سيون سيون خلال نافذة نقل. يعود معلول في حزيران / يونيو ويفوز بالبطولة. وفي الوقت نفسه، المدب تواصل سياسة التوظيف الدولية في اللعب في إفريقيا ولا يتردد في توقيع الدولي التونسي حسين الراقد، الذي ملأ الفراغ في خط الوسط بعد رحيل خالد القربي. ننجنغ يوقع مع النادي بعد ستة أشهر فقط من مغادرته.الفريق يخسر مع ذلك نهائي دوري أبطال إفريقيا لصالح الأهلي المصري، ويزول معلول مرة أخرى. وبالإضافة إلى ذلك، تم بيع نجم الفريق يوسف المساكني إلى نادي الدحيل ب 23 مليون دينار.

##### بناء جيل جديد (2013–2015)
المساكني، القربي واللاعبين الآخرين ذهبوا. ماهر الكنزاري يتولى مسؤولية الفريق والنادي ينهي موسم 2012–13 في المركز الثاني خلف النادي الرياضي الصفاقسي. خلال فترة الانتقال في صيف عام 2013، يعود أسامة الدراجي إلى النادي، ولكن تم القضاء عليه بركلات الترجيح في الدور قبل النهائي من كأس تونس من قبل النادي الرياضي الصفاقسي وفي الدور نصف النهائي لدوري أبطال إفريقيا من قبل أورلاندو بيراتس 0–0 في الذهاب و1–1 في الإياب. وفي كانون الأول / ديسمبر 2013، ذكر اسم النادي في «الكتاب الأسود» الذي نشره رئيس الجمهورية محمد المنصف المرزوقي لدعمه للرئيس بن علي خلال رئاسته؛ يدين الترجي موقفا انتقائيا أو حتى تمييزيا يضر بصورته وعامة الجمهور. رود كرول يصل كمدرب لبقية الموسم. وقد تمكن من الفوز ببطولة 2013–14، لكن سرعان ما تمّت إقالته بعد سلسلة من النتائج غير المرضية في مرحلة المجموعات من دوري أبطال إفريقيا 2014
و في موسم 2014–15. تم تعيين سيباستيان ديسابر مدربًا، قبل أن يُستبدل بسرعة بـخالد بن يحيى الذي عاد إلى النادي بعد غياب دام ثماني سنوات. ورغم محاولات التحسن، دفع تدهور النتائج قادة النادي إلى اتخاذ قرار بإقالته وتعيين خوسيه موريس الذي عاد أيضًا بعد غياب ست سنوات.
على الرغم من التحديات التي واجهها النادي في هذه الفترة، إلا أن الجهود المبذولة في بناء جيل جديد من اللاعبين والمدربين شكلت حجر الزاوية لمرحلة جديدة من النجاح والطموحات المستقبلية للنادي.

#### الهيمنة العربية والإفريقية والمائوية التاريخية (2016–2019)

تشكيل الترجي الرياضي التونسي في نهائي دوري أبطال أفريقيا 2018.

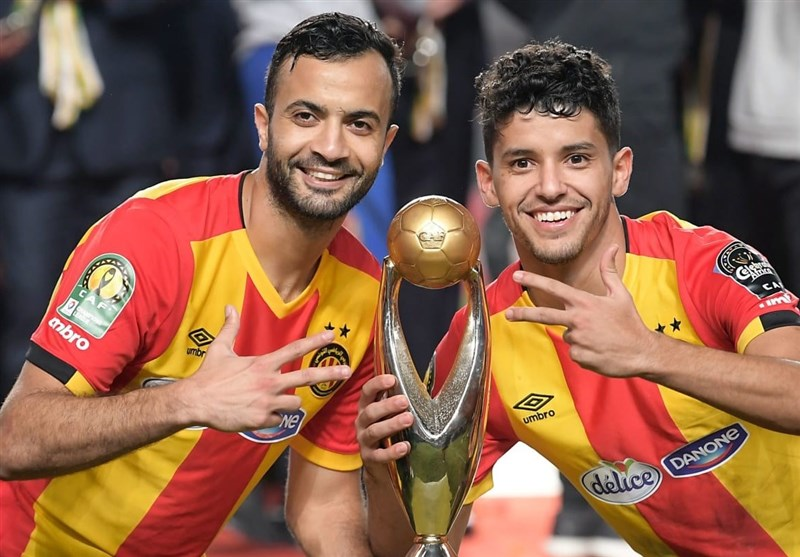
تتويج الترجي الرياضي التونسي بلقب دوري أبطال إفريقيا 2018

ويمثل موسم 2016–17 مجيئ العديد من اللاعبين مثل الفرجاني ساسي، محمد علي منصر، أنيس بدري، الليبي محمد زعبية وهشام بالقروي. وينهي الفريق المرحلة الأولى من البطولة. في كانون الثاني / يناير 2017، قرر القادة استبدال سوية من قبل فوزي البنزرتي، معتقدين بأن الفريق سيكون قادرا على الفوز بدوري الأبطال. في 18 مايو، فاز النادي بلقب الدوري 27 في تونس بعد فوزه 3–0 ضد النجم الرياضي الساحلي. خسر الفريق في الدور نصف النهائي من كأس تونس ضد الاتحاد الرياضي ببنقردان. بعد أن أنهى المرحلة الأولى في المركز الأول، سيواجه الفريق الأهلي في الدور ربع النهائي لدوري أبطال إفريقيا. في 6 آب، فاز النادي بلقبه العربي الرابع والبطولة العربية للأندية الثالثة في تاريخ النادي بفوزه على النادي الفيصلي 3–2 بعد وقت إضافي، ليصبح الترجي أكثر من توّج باللقب. 

تشكيلة الترجي الرياضي التونسي الفائزة بـ دوري أبطال إفريقيا 2018–19.

خلال فترة الميركاتو، تتجند الإدارة فرانك كوم، ماهر بالصغير، مايكل إينرامو، وأنيس بن حتيرة؛ ويعود هيثم الجويني بعد إعارتٍه إلى نادي ديبورتيفو تينيريفي. بعد التعادل في مصر 2–2، خسر الفريق في تونس ضد الأهلي 2–1، وبالتالي يغادر المسابقة. على الرغم من النتائج الجيدة التي سمحت للنادي بأن يحتل المركز الأول في المرحلة الأولى من البطولة، استقال فوزي البنزرتي بسبب ضغط من أنصاره، شعروا أنه مسؤول عن الأداء الضعيف للفريق رغم الانتصارات. يخلفه منذر الكبير لفترة وجيزة كمدرب للفريق قبل عودة خالد بن يحيى. بعد العديد من النتائج الإيجابية، بما في ذلك الفوز 3–2 على النجم الرياضي الساحلي وخارجه على النادي الرياضي الصفاقسي 2–0، فاز النادي بلقبه الثامن والعشرون في 8 أبريل، قبل ثلاثة جولات من نهاية البطولة.
في دوري أبطال إفريقيا 2018، عاد الترجي الرياضي التونسي إلى مستواه العالي في الدور التمهيدي. كان من السهل التأهل أمام أساك كونكورد وفي الجولة الأولى ضد الكيني غور ماهيا، تأهل الترجي إلى دور المجموعات بهدف أنيس بدري. حيث احتل المركز الثاني في مجموعته خلف الأهلي ليواجه في ربع النهائي مواطنه النجم الرياضي الساحلي حيث فاز 3–1 في المجموع وفي النصف النهائي فاز الترجي على بريميرو دي أجوستو الأنغولي بمجموع 4–3 ليبلغ النهائي بعد 6 سنوات أمام، لكن هذه المرة فاز الترجي التونسي بدوري أبطال إفريقيا للمرة الثالثة أمام غريمه الأهلي المصري رغم هزيمته 3–1 على ملعب البطل الإفريقي ثماني مرات في مباراة الذهاب؛ وتميزت هذه المباراة بالقرارات المتنازع عليها للحكم الجزائري مهدي عبيد شارف الذي قدم ركلتي جزاء للأهلي رغم وجود تقنية الفار متبوعة بجنون إعلامي وجماهيري. وفي مباراة الإياب، فاز الترجي بنتيجة 3–0، أمام حشد من 60 ألف متفرج، وتألق سعد بقير وأنيس بدري ليفوز باللقب 4–3 في المجموع. ليتأهل بعذ ذلك إلى بطولة كأس العالم للأندية لكن المشاركة لم تكن في محل التوقعات خسارة ضد المضيف العين الإماراتي بنتيجة 3–0 لكن احتل المركز الخامس بعد الفوز على جوادالاخارا 6–5 بركلات الترجيح بعد نهاية المباراة بالتعادل 1–1. ثم في كأس السوبر الإفريقي 2019 ضد الرجاء البيضاوي، لعبت لأول مرة خارج إفريقيا في قطر على ملعب ثاني بن جاسم. وانتهت بهزيمة 2–1. منح الفوز بلقب دوري أبطال إفريقيا 2018 منح الثقة للمدرب الشاب معين الشعباني ولقب دوري أبطال إفريقيا الثالث في تاريخ النادي قبل أشهر قليلة من الذكرى المائوية للنادي، أنهى النادي موسم 2018–19 بتتويجه بطلاً لإفريقيا للمرة الرابعة بعد فوزه بدوري أبطال إفريقيا للمرة الثانية على التوالي على حساب الوداد الرياضي الذي انسحب في مباراة العودة في رادس رغم تأخره في النتيجة.

## المقرات الرسمية

### مقرات النادي عبر التاريخ
- 1923–1925: نهج المر، 1 نهج النساء (عيادة الدكتور اسطامراد).
- 1926–1930: 2 نهج باب بنات (مكتب الأستاذ مصطفى الكعاك).
- 1931–1935: 8 نهج أميلكار (مكتب الدكتور الشاذلي زويتن).
- 1936–1939: 13 نهج دار الجلد (جمعية قدماء المعهد الصادقي).
- 1940–1950: نزل العياشي (بطحاء البيقة باب سويقة).
- 1951–1952: 86 نهج المنجي سليم.
- 1953–1959: 41 نهج الكومسيون.
- 1960–1969: نهج جورج كليمونسو (مكان نزل البحيرة حاليا).
- 1970–1979: نهج سعيد أبو بكر و92 بطحاء باب سويقة.
- 1980– 1989: مركب علي الزواوي (قمبطّا).
- 1990–الآن: مركب حسان بالخوجة و118 بطحاء باب سويقة.

### الجلسات العامة
- سنوات 1920: مدرسة سالم (المركاض).
- سنوات 1930: المدرسة الخلدونية (سوق العطارين).
- سنوات 1940 و1950: المعهد الصادقي وقاعة الأفراح الفتح.
- سنوات 1960: نهج جورج كلمنسو.
- سنوات 1970: نهج سعيد أبو بكر.
- سنوات 1980: نهج سعيد أبو بكر وقصر المؤتمرات بالعاصمة.
- سنوات 1990: المسبح البلدي بالبلفدير ونزل الحديقة.
- سنوات 2000: نزل الحديقة ونزل الأكروبول بالبحيرة.

## سجل ألقاب النادي

### ألقاب النادي
وهو النادي التونسي الأكثر نجاحا وطنيا ودوليا في جميع المسابقات برصيد اثنان وثلاثون لقب من الرابطة التونسية المحترفة الأولى (رقم قياسي) آخرها موسم 2021-22، خمسة عشر لقبا من كأس تونس (رقم قياسي) آخرها موسم 2015–16، سبعة ألقاب من كأس السوبر التونسي (رقم قياسي) آخرها نسخة 2024، و كأس الهادي شاكر سنة 1968 ودورة حمدة العواني سنة 1978.
على المستوى الإفريقي فاز الترجي بلقب دوري أبطال إفريقيا أربع مرات سنوات 1994، 2011، 2018، 2018–19، كأس الاتحاد الإفريقي للأندية سنة 1997، كأس السوبر الإفريقي في نسخة 1995 وكأس إفريقيا للأندية أبطال الكؤوس في نسخة 1998.
على المستوى العربي فإن الترجي أكثر الأندية العربية فوزا بلقب كأس العرب للأندية الأبطال ثلاث مرات (رقم قياسي) في نسخ 1993، 2008–09، 2016–17 وكأس السوبر العربي سنة 1996، عالميا تحصل الترجي على لقب الكأس الأفروآسيوية للأندية سنة 1995. وشارك ثلاث مرات في كأس العالم للأندية سنوات 2011، 2018، 2019. كما سيُشارك فيه للمرة الرابعة في نسخته الجديدة المكوَّنة من 32 فريقًا.
| نوع البطولة | البطولة                                  | عدد الألقاب | مواسم الفوز |
| ----------- | ---------------------------------------- | ----------- | --- |
| محلي        | البطولة التونسية                         | 34          | 1941–42، 1958–59، 1959–60، 1969–70، 1974–75، 1975–76، 1981–82، 1984–85، 1987–88، 1988–89، 1990–91، 1992–93، 1993–94، 1997–98، 1998–99، 1999–00، 2000–01، 2001–02، 2002–03، 2003–04، 2005–06، 2008–09، 2009–10، 2010–11، 2011–12، 2013–14، 2016–17، 2017–18، 2018–19، 2019–20، 2020–21، 2021–22، 2023–24,2024–25 |
| محلي        | كأس تونس                                 | 16          | 1938–39، 1956–57، 1963–64، 1978–79، 1979–80، 1985–86، 1988–89، 1990–91، 1996–97، 1998–99، 2005–06، 2006–07، 2007–08، 2010–11، 2015–16، 2024–25 |
| محلي        | كأس السوبر التونسي                       | 8           | 1960، 1994، 2001، 2018، 2019، 2021، 2024، 2025 |
| محلي        | دورة حمدة العواني                        | 1           | 1978 |
| محلي        | كأس الهادي شاكر                          | 1           | 1968 |
| قاري        | دوري أبطال إفريقيا                       | 4           | 1994، 2011، 2018، 2019 |
| قاري        | كأس الاتحاد الإفريقي للأندية             | 1           | 1997 |
| قاري        | كأس السوبر الإفريقي                      | 1           | 1995 |
| قاري        | كأس إفريقيا للأندية أبطال الكؤوس         | 1           | 1998 |
| إقليمي      | كأس العرب للأندية الأبطال                | 3           | 1993، 2008–09، 2016–17 |
| إقليمي      | كأس السوبر العربي                        | 1           | 1996 |
| إقليمي      | كأس شمال إفريقيا للأندية الفائزة بالكؤوس | 1&          | 2008 |
| عالمي       | الكأس الأفروآسيوية للأندية               | 1           | 1995 |

- رقم القياسي
- & رقم قياسي مشترك

### جوائز النادي
- جائزة الفيفا للعب النظيف: 2019[121]
- أفضل نادي إفريقي في العام: 2011

### الجوائز الفردية
| - جائزة أفضل لاعب إفريقي 1977: طارق ذياب - الكرة الذهبية العربية 2012: أسامة الدراجي - أفضل لاعب إفريقي في السنة داخل إفريقيا 2011: أسامة الدراجي - جائزة أفضل لاعب مغاربي 2018: أنيس بدري - الكرة الذهبية التونسية 2009: أسامة الدراجي 2012: معز بن شريفية 2013: يوسف المساكني - جائزة أفضل رياضي تونسي في السنة 1977: طارق ذياب 1989: خالد بن يحيى 2000: شكري الواعر - أفضل لاعب كرة قدم تونسي في السنة 2009: أسامة الدراجي 2012: يوسف المساكني 2019: أنيس بدري - الحذاء الذهبي التونسي 1981: خالد بن يحيى 1982: طارق ذياب 1987: خالد بن يحيى | - هداف كأس العالم للأندية 2019: حمدو الهوني - هداف دوري أبطال إفريقيا 2010: مايكل إنرامو 2014: هيثم الجويني 2017: طه ياسين الخنيسي 2018: أنيس بدري |

## المشاركات

### كأس العالم للأندية
| السنة | المرتبة المتحصل عليها |
| ----- | --------------------- |
| 2011  | المركز السادس         |
| 2018  | المركز الخامس         |
| 2019  | المركز الخامس         |
| 2025  | -                     |

### كأس إفريقيا للأندية البطلة / دوري أبطال إفريقيا
| السنة | الدور         | الخصم                          |
| ----- | ------------- | ------------------------------ |
| 1971  | الدور الثاني  | النادي الإسماعيلي              |
| 1986  | الربع النهائي | أفريكا سبورتس                  |
| 1989  | الدور الثاني  | مولودية وهران                  |
| 1990  | الربع النهائي | نادي هارتلاند                  |
| 1994  | النهائي       | نادي الزمالك                   |
| 1995  | الربع النهائي | النادي الإسماعيلي              |
| 1999  | النهائي       | نادي الرجاء الرياضي            |
| 2000  | النهائي       | نادي هارتس أوف أوك             |
| 2001  | النصف النهائي | النادي الأهلي                  |
| 2002  | دور المجموعات | أندية المجموعة في دور الثمانية |
| 2003  | الدور الأول   | نادي رايون سبورتس              |
| 2003  | النصف النهائي | النادي الإسماعيلي              |
| 2004  | النصف النهائي | نادي إنييمبا إنترناشونال       |
| 2005  | دور المجموعات | أندية المجموعة في دور الثمانية |
| 2007  | دور المجموعات | أندية المجموعة في دور الثمانية |
| 2010  | النهائي       | تي بي مازيمبي                  |
| 2011  | النهائي       | نادي الوداد الرياضي            |
| 2012  | النهائي       | النادي الأهلي                  |
| 2013  | النصف النهائي | أورلاندو بيراتس                |
| 2014  | الدور الأول   | نادي غور مايا                  |
| 2014  | دور المجموعات | أندية المجموعة في دور الثمانية |
| 2015  | الدور الثاني  | نادي المريخ                    |
| 2017  | الربع النهائي | النادي الأهلي                  |
| 2018  | النهائي       | النادي الأهلي                  |
| 2019  | النهائي       | نادي الوداد الرياضي            |
| 2020  | الربع النهائي | نادي الزمالك                   |
| 2021  | النصف النهائي | النادي الأهلي                  |
| 2022  | الربع النهائي | وفاق سطيف                      |
| 2023  | النصف النهائي | النادي الأهلي                  |
| 2024  | النهائي       | النادي الأهلي                  |
| 2025  | -             | -                              |

### كأس الكونفيدرالية الإفريقية
| السنة | الدور          | الخصم         |
| ----- | -------------- | ------------- |
| 2016  | الدور التمهيدي | مولودية بجاية |

### كأس الاتحاد الإفريقي للأندية
| السنة | الدور   | الخصم         |
| ----- | ------- | ------------- |
| 1997  | النهائي | بترو إتليتيكو |

### كأس إفريقيا للأندية أبطال الكؤوس
| السنة | الدور        | الخصم             |
| ----- | ------------ | ----------------- |
| 1980  | الدور الثاني | نادي كاديوغو      |
| 1981  | الدور الأول  | نادي زوندورما     |
| 1987  | النهائي      | نادي غور مايا     |
| 1998  | الدور الأول  | الملعب المالي     |
| 1998  | النهائي      | بريميرو دي أغوستو |

### الكأس الأفروآسيوية للأندية
| السنة | الدور   | الخصم           |
| ----- | ------- | --------------- |
| 1995  | النهائي | تاي فارمرز بانك |

### كأس السوبر الإفريقي
| السنة | المركز | الخصم               |
| ----- | ------ | ------------------- |
| 1995  | البطل  | موتيما بيمبي        |
| 1999  | الوصيف | أسيك أبيدجان        |
| 2012  | الوصيف | المغرب الفاسي       |
| 2019  | الوصيف | نادي الرجاء الرياضي |
| 2020  | الوصيف | نادي الزمالك        |

## الإدارة

### المكتب التنفيذي
| المنصب                                                      | شاغل المنصب         |
| ----------------------------------------------------------- | ------------------- |
| الرئيس                                                      | حمدي المؤدب         |
| رئيس فرع كرة القدم                                          | رياض بنور           |
| رئيس شرفي                                                   | سليم شيبوب          |
| نائب الرئيس المسؤول عن مركز تدريب كرة القدم والبنية التحتية | أحمد بوشماوي        |
| نائب الرئيس المسؤول عن الرياضات الجماعية والفردية           | رضا بوعجينة         |
| نائب الرئيس المسؤول عن التسويق والرعاية والتنظيم            | إلياس الغرياني      |
| نائب الرئيس المكلف بالشؤون القانونية                        | أيوب كناني          |
| نائب رئيس منسق اللجنة الطبي                                 | منصف بن عبيد        |
| مشرف عام عن فرع كرة القدم                                   | طارق ثابت           |
| الأمين العام                                                | فاروق قاتو          |
| نائب الأمين العام                                           | عز الدين عبد الرحيم |
| امين الصندوق                                                | رفيق مرابط          |
| نائب امين الصندوق                                           | خالد عزابي          |
| هيئة تنمية الموارد المالية                                  | وليد بن عبد الله    |
| اللجنة المنظمة                                              | الهادي مصدق         |
| عمولة شراء المعدات الرياضية                                 | كريم بن تركية       |
| اللجنة الطبية                                               | سليم بن يدر         |
| لجنة الانضباط والشؤون القانونية                             | إلياس عطية          |
| لجنة المؤيدين                                               | نجيب الحاج منصور    |

### الإطار الطبي والفني
| المنصب                  | شاغل المنصب                                |           |
| ----------------------- | ------------------------------------------ | --------- |
| المدرب                  | ماهر الكنزاري                              |           |
| المدرب المساعد          | شمس الدين الذوادي                          |           |
| مساعد المدرب            | غسان بوشارب                                | سامي زميط |
| مدرب حراس المرمى        | دانيال زدرانكا وسيم نوارة                  |           |
| محلل أداء               | وليد الشرشاري                              |           |
| معد بدني                | ليو دجاوي صبري البوعزيزي                   |           |
| طبيب                    | ياسين بن أحمد                              |           |
| اخصائي علاج طبيعي       | لسعد العماري نبيل غزواني سيف الدين الدزيري |           |
| مدير المواد             | فخري بن ناجح مراد لطاش                     |           |
| مدرب الشبان             | بلحسن مراح                                 |           |
| مدرب الشبان المساعد     | حكيم نويرة                                 |           |
| مدرب حراس المرمى الشبان | خميس علوشي                                 |           |

## الرؤساء المتعاقبون
| الرئيس            | فترة الرئاسة | الدولة |
| ----------------- | ------------ | ------ |
| لويس مونتاسيي     | 1919–1919    | فرنسا  |
| محمد المالكي      | 1919–1923    | تونس   |
| الشاذلي زويتن     | 1924–1925    | تونس   |
| محمد الزواوي      | 1925–1926    | تونس   |
| مصطفى الكعاك      | 1926–1930    | تونس   |
| الشاذلي زويتن (2) | 1930–1963    | تونس   |
| محمد بن إسماعيل   | 1963–1968    | تونس   |
| علي الزواوي       | 1968–1971    | تونس   |
| حسان بلخوجة       | 1971–1981    | تونس   |
| ناصر الكناني      | 1981–1984    | تونس   |
| عبد الحميد عاشور  | 1984–1985    | تونس   |
| المنصف زهير       | 1985–1986    | تونس   |
| منذر الزنايدي     | 1986–1987    | تونس   |
| الهادي الجيلاني   | 1987–1989    | تونس   |
| سليم شيبوب        | 1989–2004    | تونس   |
| عزيز زهير         | 2004–2007    | تونس   |
| حمدي المدب        | 2007–        | تونس   |

- محمد المالكي
- محمد الزواوي
- مصطفى الكعاك
- حسان بالخوجة
- حمدي المدب

## المدربين

### المدربيون عبر التاريخ
| المدرب                      | فترة التدريب            | الدولة        |
| --------------------------- | ----------------------- | ------------- |
| حمادي بن غشام               | 1938–1939               | تونس          |
| الهاشمي شريف                | 1942–1959               | تونس          |
| حبيب دراوة                  | 1959–1961               | الجزائر       |
| الهاشمي شريف (2)            | 1961–1962               | تونس          |
| دجين بارات                  | 1962–1963               | فرنسا         |
| عبد الرحمان بن عزالدين      | 1963–1966               | تونس          |
| ساندور بازماندي             | 1966–1968               | المجر         |
| روبرت ديمرجي                | 1968–1969               | فرنسا         |
| عبد الرحمان بن عزالدين (2)  | 1969–1971               | تونس          |
| صلاح غيزة                   | سبتمبر 1971–نوفمبر 1971 | تونس          |
| فلادمير ميركا               | 1971–1973               | تشيكوسلوفاكيا |
| حمد الذيب                   | 1973–1976               | تونس          |
| عبد الرحمان بن عزالدين (3)  | مايو 1976–يوليو 1976    | تونس          |
| ستيفان بوبيك                | 1976–1978               | يوغوسلافيا    |
| مختار التليلي               | 1978–1981               | تونس          |
| حمد الذيب (2)               | 1981–1982               | تونس          |
| مراد محجوب                  | 1982–1983               | تونس          |
| روجيه لومير                 | 1983–1984               | فرنسا         |
| أماريلدو تافاريس دا سيلفيرا | 1984–1987               | البرازيل      |
| أنطوني بيتشسناك             | 1987–1990               | بولندا        |
| فيلاديزلاف زمودا            | 1990–1991               | بولندا        |
| أنطون دونشافسكي             | 1991–1992               | يوغوسلافيا    |
| زدزيسلاو بودتورني           | 1992–1993               | بولندا        |
| فوزي البنزرتي               | 1993–1996               | تونس          |
| لويجي مايفريدي              | 1996                    | إيطاليا       |
| خالد بن يحيى                | 1996–1997               | تونس          |
| يوسف الزواوي (2)            | 1997–2002               | تونس          |
| ميشال ديكاستيل              | 2002–2003               | سويسرا        |
| أوسكار فيلوني               | 2003–2004               | الأرجنتين     |
| كلود أندري                  | 2004–2005               | سويسرا        |
| خالد بن يحيى (2)            | 2005–2006               | تونس          |
| جاكي دوغيبيرو               | 2006–2007               | فرنسا         |
| فوزي البنزرتي (2)           | 2007                    | تونس          |
| علي بن ناجي                 | يوليو 2007–أغسطس 2007   | تونس          |
| كارلوس روبيرتو كابرال       | سبتمبر 2007–ديسمبر 2007 | البرازيل      |
| يوسف الزواوي (3)            | 2007–2008               | تونس          |
| كارلوس روبيرتو كابرال (2)   | مايو 2008–نوفمبر 2008   | البرازيل      |
| خوسيه مورايس                | 2008–2009               | البرتغال      |
| فوزي البنزرتي (3)           | 2009–2010               | تونس          |
| ماهر الكنزاري               | نوفمبر 2010–ديسمبر 2010 | تونس          |
| نبيل معلول                  | 2010–2012               | تونس          |
| ميشال ديكاستيل (2)          | يناير 2012–مايو 2012    | سويسرا        |
| نبيل معلول (2)              | 2012–2013               | تونس          |
| رود كرول                    | فبراير 2013–أكتوبر 2013 | هولندا        |
| سيباستيان ديسابر            | 2013–2014               | فرنسا         |
| رود كرول (2)                | يناير 2014–مايو 2014    | هولندا        |
| سيباستيان ديسابر (2)        | مايو 2014–أغسطس 2014    | فرنسا         |
| خالد بن يحيى (3)            | 2014–2015               | تونس          |
| خوسيه مورايس (2)            | فبراير 2015–يونيو 2015  | البرتغال      |
| جوزيه أنيغو                 | يونيو 2015–أغسطس 2015   | فرنسا         |
| عمار السويح                 | 2015–2017               | تونس          |
| فوزي البنزرتي (4)           | يناير 2017–ديسمبر 2017  | تونس          |
| منذر الكبير                 | يناير 2018–فبراير 2018  | تونس          |
| خالد بن يحيى (4)            | فبراير 2018–أكتوبر 2018 | تونس          |
| معين الشعباني               | أكتوبر 2018–يوليو 2021  | تونس          |
| راضي الجعايدي               | أغسطس 2021–يونيو 2022   | تونس          |
| نبيل معلول (3)              | يونيو 2022–مايو 2023    | تونس          |
| معين الشعباني (2)           | مايو 2023–أكتوبر 2023   | تونس          |
| طارق ثابت                   | أكتوب 2023–يناير 2024   | تونس          |
| ميغال كاردوزو (1)           | يناير 2024–أكتوبر 2024  | البرتغال      |
| إسكندر القصري               | أكتوبر 2024–نوفمبر 2024 | تونس          |
| لاورينتو ريجيكامف           | نوفمبر 2024–مارس 2025   | رومانيا       |
| ماهر الكنزاري               | مارس 2025–              | تونس          |

## اللاعبين

### التشكيلة الحالية
ملاحظة: تشير الأعلام إلى المنتخب بحسب قواعد الأهلية المعتمدة من قبل الفيفا؛ تنطبق بعض الاستثناءات المحدودة. وقد يحمل اللاعبون أكثر من جنسية لا تعترف بها الفيفا.
| الرقم | البلد   | المركز | اللاعب               |
| ----- | ------- | ------ | -------------------- |
| 1     | تونس    | حارس   | أمان الله مميش       |
| 32    | تونس    | حارس   | بشير بن سعيد         |
| 26    | تونس    | حارس   | محمد صدقي الدبشي     |
| 16    | تونس    | حارس   | محمد العيفاوي        |
| 31    | تونس    | حارس   | وسيم القروي          |
| 5     | تونس    | مدافع  | ياسين مرياح (القائد) |
| 15    | الجزائر | مدافع  | محمد أمين توغاي      |
| 6     | تونس    | مدافع  | حمزة الجلاصي         |
| 3     | تونس    | مدافع  | قصي السميري          |
| 20    | تونس    | مدافع  | محمد أمين بن حميدة   |
| 22    | تونس    | مدافع  | أيمن بن محمد         |
| 13    | تونس    | مدافع  | رائد بوشنيبة         |
| 2     | تونس    | مدافع  | محمد بن علي          |
| 25    | السويد  | مدافع  | إلياس بوزيان         |
| -     | تونس    | مدافع  | رائد الفادع          |
| 18    | توغو    | وسط    | روجير أهولو          |
| 8     | تونس    | وسط    | حسام تقا             |
| 4     | تونس    | وسط    | محمد وائل الدربالي   |

| الرقم | البلد        | المركز | اللاعب             |
| ----- | ------------ | ------ | ------------------ |
| 21    | ساحل العاج   | وسط    | عبد الرحمن كوناتي  |
| -     | تونس         | وسط    | خليل القنيشي       |
| 23    | تونس         | وسط    | لاري العزوني       |
| 14    | نيجيريا      | وسط    | أونوتشي أوغبيلو    |
| 11    | الجزائر      | وسط    | يوسف بلايلي        |
| -     | تونس         | وسط    | محمد ريان الحمروني |
| 10    | البرازيل     | وسط    | يان ساس            |
| 24    | جنوب إفريقيا | وسط    | إلياس موكوانا      |
| 30    | تونس         | وسط    | قصي معشة           |
| 17    | بلجيكا       | وسط    | محمد الموحلي       |
| 17    | تونس         | وسط    | زكرياء العايب      |
| -     | فرنسا        | مهاجم  | بلال الساحلي       |
| 9     | البرازيل     | مهاجم  | رودريغو رودريغيز   |
| 19    | تونس         | مهاجم  | أشرف الجبري        |
| 27    | غامبيا       | مهاجم  | كيبا سووي ‏         |
| 28    | تونس         | مهاجم  | زين الدين كادا     |
| -     | تونس         | مهاجم  | شهاب الجبالي       |
| 29    | ماليزيا      | مهاجم  | أبو بكر دياكيتي    |

### أكبر صفقات النادي
| قدوم    | قدوم  | قدوم              | قدوم        | قدوم                    |
| المرتبة | السنة | اللاعب            | القيمة      | قادم من                 |
| ------- | ----- | ----------------- | ----------- | ----------------------- |
| 1       | 2015  | فخر الدين بن يوسف | 1 380 000 € | نادي ميتز               |
| 2       | 2012  | إيمانويل كلوتي    | 1 160 000 € | نادي بيريكوم تشيلسي     |
| 3       | 2013  | يانيك ندجينغ      | 1 000 €     | نادي سيون               |
| 4       | 2001  | إسكندر السويح     | 1 000 €     | النادي الرياضي الصفاقسي |
| 5       | 2016  | فرجاني ساسي       | 700 000 €   | نادي ميتز               |

| ذهاب    | ذهاب  | ذهاب          | ذهاب        | ذهاب        |
| المرتبة | السنة | اللاعب        | القيمة      | ذاهب إلى    |
| ------- | ----- | ------------- | ----------- | ----------- |
| 1       | 2013  | يوسف المساكني | 4 250 000 € | نادي الدحيل |
| 2       | 2019  | فرانك كوم     | 3 160 000 € | نادي الريان |
| 3       | 2018  | فرجاني ساسي   | 2 000 €     | نادي النصر  |
| 4       | 2012  | بانانا يايا   | 1 500 000 € | نادي سوشو   |
| 5       | 2005  | عصام جمعة     | 1 000 €     | نادي لانس   |
| 6       | 2012  | يانيك ندجينغ  | 1 000 €     | نادي سيون   |

### لاعبين قدامى
- عبد المجيد التلمساني
- نور الدين بن فرج
- نور الدين ديوة
- منصف القليبي
- عبد الرحمان بن عز الدين
- زبير بوغنية
- عبد الجبار مشوش
- عبد المجيد الجلاصي
- كمال كرية
- عبد المجيد بن مراد
- عبد الحميد الكنزاري
- لطفي العروسي
- طارق ذياب
- لسعد ذياب
- تميم بن عبد الله
- رضا عكاشة
- عادل لطرش
- عبد المجيد الڨوبنتيني
- خالد بن يحيى
- علي بن ناجي
- حسن فدو
- محمد بن محمود
- رشاد الفاهم
- بسام الجريدي
- نبيل معلول
- توفيق الهيشري
- شكري الواعر
- طارق ثابت
- العيادي الحمروني
- سراج الدين الشيحي
- كنيت ماليتولي
- عبد الحميد الهرڨال
- الهادي بالرخيصة
- محمد علي المحجوبي
- زياد التلمساني
- عبد القادر بلحسن
- غاربا لاوال
- كنديا تراوري
- جوليوس أغاهوا
- حسان الڨابسي
- راضي الجعايدي
- مراد المالكي
- ماهر الكنزاري
- خوزي كلايتون
- إسكندر السويح
- جوهر المناري
- جان جاك تيزي
- علي الزيتوني
- عصام جمعة
- هشام بوشروان
- مايكل انيرامو
- يايا بانانا
- خالد القربي
- وليد الهيشري
- يوسف المساكني
- جوزيف يانيك نجانغ
- حسين الراقد
- خالد المولهي
- مجدي التراوي
- هاريسون افول

كما يوجد للترجي فريق جمعية قدماء الترجي.

## البنية التحتية
المصدر:

### الملاعب

#### الملعب الأولمبي حمادي العقربي برادس
الملعب الأولمبي حمادي العقربي برادس هو ملعب وطني رياضي متعدد الاختصاصات يقع بالحي الأولمبي برادس بالضاحية الجنوبية لمدينة تونس. تم تم إنشاؤه عام 2001 لاحتضان الألعاب المتوسطية 2001. تتسع مدارجه المغطاة لـ 65,000 متفرج، وهو يمسح 13.000 م2، وهو يضم ميدانًا رئيسيًا و3 ملاعب فرعية وقاعتي إحماء وسبّورتين لامعتين ومنصة شرفية تتسع لـ 7.000 متفرج ومنصة صحفية بها 300 مكتب. تم تدشينه في جويلية 2001 باحتضان نهائي كأس تونس لكرة القدم بين النادي الرياضي لحمام الأنف والنجم الرياضي الساحلي (1-0). يلعب فيه النادي الإفريقي والترجي الرياضي التونسي أهم مبارياتهما من الرابطة التونسية المحترفة لكرة القدم، وهو أيضا الملعب الرسمي لمنتخب تونس لكرة القدم منذ عام 2001. احتضن الملعب الأولمبي حمادي العقربي برادس مباريات من كأس الأمم الإفريقية لكرة القدم 2004 التي تحصل عليها منتخب تونس لكرة القدم. حمل الملعب اسم ''ملعب السابع من نوفمبر برادس'' نسبة إلى تاريخ تولي الرئيس التونسي زين العابدين بن علي الحكم سنة 1987، ثم أصبح الملعب الأولمبي حمادي العقربي برادس إثر الثورة التونسية التي أطاحت بحكم بن علي عام 2011. تحصل الملعب الأولمبي حمادي العقربي برادس على شهادة الصنف الأول للجمعية العالمية لاتحادات ألعاب القوى (بالإنجليزية: IAAF Class 1 Certificate)، وهو ما يعني أنه يحقق أحسن المعايير والمواصفات في مجاله. وهو أفضل ملعب بشمال إفريقيا وأحد أجمل الملاعب في القارة الإفريقية والعالم العربي.

#### الملعب الأولمبي بالمنزه
الملعب الأولمبي بالمنزه ملعب رياضي متعدد الاختصاصات يقع بالمنزه بتونس. تم إنشاء الملعب سنة1967 بمناسبة ألعاب البحر الأبيض المتوسط على أنقاض ملعب يونغ بيريز. تبلغ طاقة استيعابه 45000 متفرج. وقعت تهيئته سنة 1994 لاحتضان كأس الأمم الإفريقية لكرة القدم كما استقبل البطولة ذاتها سنة 2004. ظل الملعب الأولمبي بالمنزه ملعب العاصمة الرئيسي إلى حين إنشاء ملعب 7 نوفمبر برادس سنة 2001. فريقان من العاصمة هما الترجي الرياضي التونسي والنادي الإفريقي يستقبلان منافسيهما في هذا الملعب. شهد هذا الملعب أيضا بعض العروض الموسيقية أبرزها حفل مايكل جاكسون (أكتوبر 1996) وماريا كاري (جويلية 2006).

#### ملعب الشاذلي زويتن
ملعب الشاذلي زويتن (كان اسمه الملعب البلدي جيو أندريه في عهد الحماية الفرنسية في تونس) ملعب رياضي متعدد الاختصاصات يقع بحي البلفيدير بتونس، وهو يحمل اسم أحد أعلام الرياضة في تونس. تبلغ طاقة استيعابه 20,000 متفرج وقد سبق له احتضان كأس أمم إفريقيا 1965. وقعت تهيئته سنة 1994 لاحتضان كأس أمم إفريقيا. كان ملعب الشاذلي زويتن طويلا ملعب العاصمة الرئيسي إلى حين إنشاء الملعب الأولمبي بالمنزه سنة 1967 ومن بعده ملعب رادس سنة 2001. فريق الملعب التونسي، أحد نوادي العاصمة يستقبل منافسيه في هذا الملعب. قامت بلدية تونس بتاريخ 17 أكتوبر 2006 بإغلاق ملعب الشاذلي زويتن للصيانة.

### مركب حسان بالخوجة

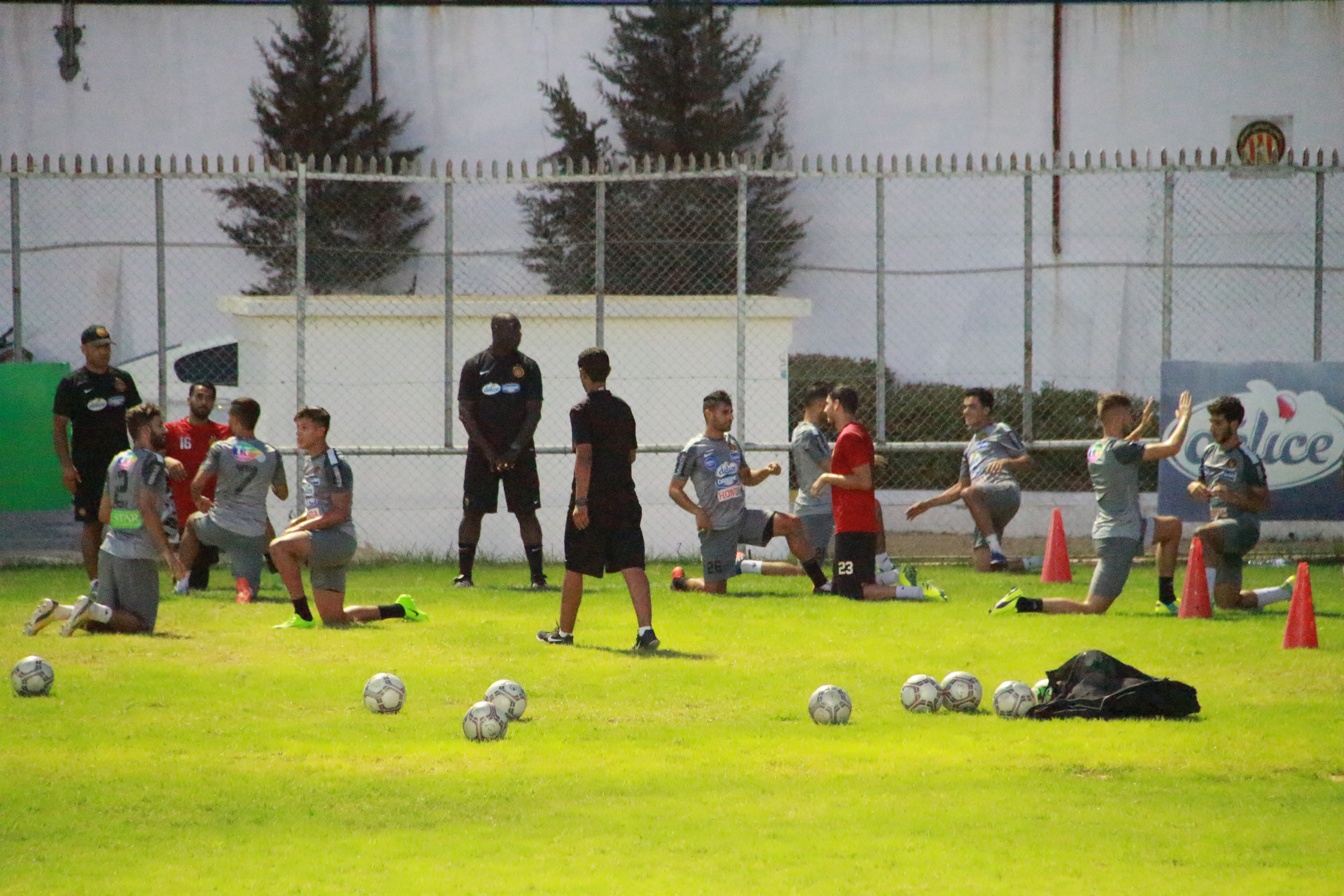
صورة لتدريبات فريق الأواسط.

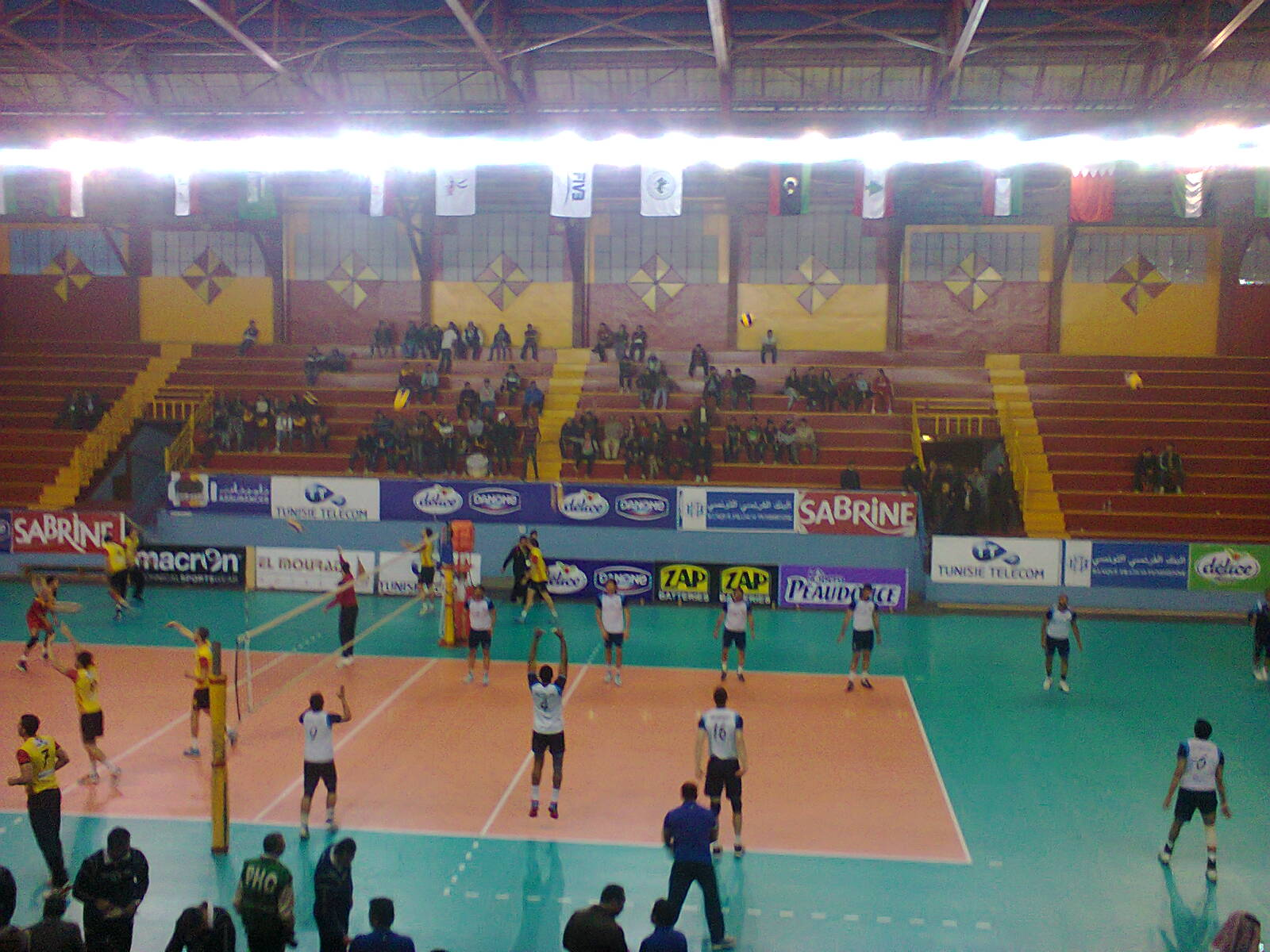
قاعة محمد الزواوي مخصصة لمباريات نوادي الترجي لكرة السلة وكرة اليد والكرة الطائرة وأحيانا بعض منتديات واجتماعات النادي وأيضا يتم إستغلالها للإحتفال بعيد ميلاد النادي"قاعة محمد الزواوي تتجمل استعدادا لعيد ميلاد الترجي".

مركب حسان بالخوجة المقر ومركز التدريب، ويقع في وسط المدينة بين شارع محمد الخامس وبنوك بحيرة تونس، مركب حسان بالخوجة يغطي مساحة قدرها 7 هكتار. لمدة ثلاثين عاما فقد كان موطنا لمركز التدريب الخاص بنادي الترجي الرياضي التونسي. خلال التسعينات، تم نقل مقر الترجي، الذي كان سابقا في منطقة باب سويقة، هناك. ومنذ ذلك الحين، تم إنشاء هياكل أساسية حديثة تتكيف مع متطلبات كرة القدم رفيعة المستوى. ويضم المبنى الحديث الإدارة العامة، والخدمات الإدارية والمالية، والخدمات الصحفية، وإدارة التذاكر والاشتراكات، ودائرة الرعاية والإعلان، وغرفة الكؤوس، وغرفة الاجتماعات، ومتجر المعدات. مركب حسان بالخوجة يتكون من عدة وحدات متكاملة تجعلها بنية تحتية رياضية فريدة من نوعها في تونس، من خلال وظائفها ونوعية مرافقها. لديها 6 ملاعب العشب والعشب بما في ذلك 3 العشب الاصطناعي، قاعة رياضية بسعة 2500 مقعد، غرفة الوزن مجهزة حسب الأصول، غرف خلع الملابس الحديثة جدا مع جاكوزي، كتلة الطبية ومرافق من الدرجة الأولى. لباس النظافة من اللاعبين. جميع فئات الشباب ومدربيهم لديها خزاناتهم المثبتة في المباني منفصلة. في عام 1997 انضم الترجي إلى مركز تدريب كرة القدم، وفي عام 2000 تم بناء قاعة داخلية كبيرة لإيواء مركز تدريب الكرة الطائرة للشباب. يعمل المنتجع بأكمله بفضل موظفين مختصين ومخلصين. المركب تتطور باستمرار مع ترقيات منتظمة وصيانة مستمرة.

#### المنشآت
المصدر:
- 6 ملاعب معشبة لكرة القدم (1 عشبه اصطناعي)
- مضمار لألعاب القوى
- مضمار للقفز
- مضمار للرماية
- قاعة تقوية العضلات لممارسي كرة القدم
- قاعة للكرة الطائرة
- قاعة مباريات للرياضات المتعددة (1500 مقعد) قاعة محمد الزواوي
- قاعة تقوية العضلات لممارسي كرة اليد

## الألوان والرموز

### الشعارات عبر التاريخ

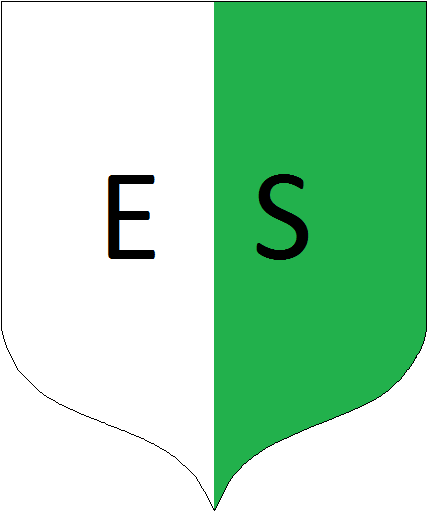
أول شعار للترجي والذي كان باللونين الأبيض والأخضر (1919-1924)
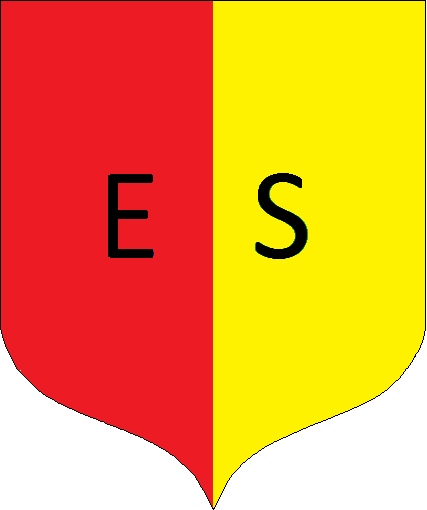
شعار الترجي باللونين الأحمر والأصفر 1924
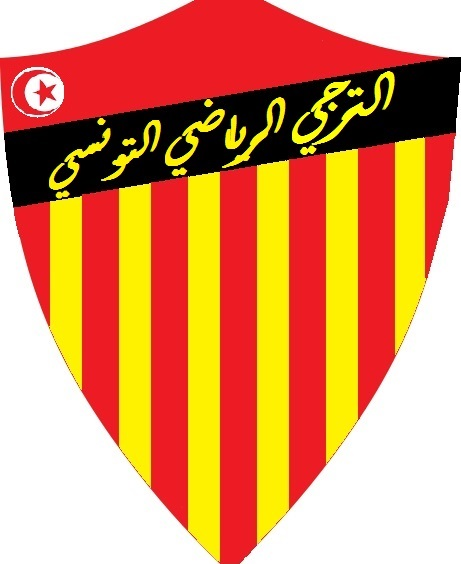
شعار 1950-1969
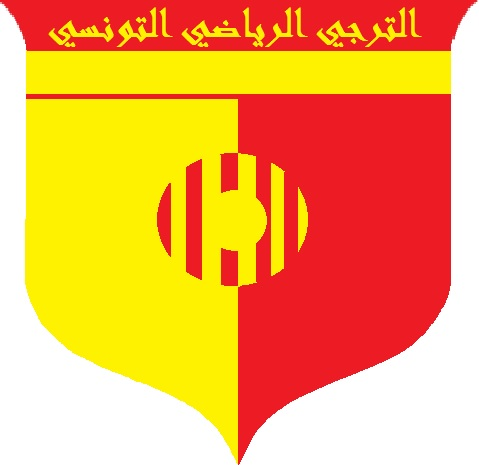
شعار 1969-1987
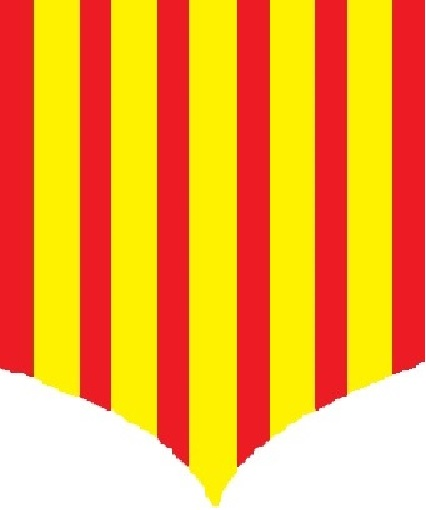
شعار 1987
شعار قديم
شعار قديم
شعار الترجي بين عامي 2005 و2012
شعار الترجي بين عامي 2012 و 2019
شعار الترجي الحالي

### اللونان الأحمر والأصفر
لعب الترجي خلال السنة الأولى لتأسيسه باللونين الأبيض والأخضر... زي أبيض مع اللون الأخضر بناقة القميص واليدين وتبان أسود... عند قدوم الدكتور الشاذلي زويتن عام 1920 وانضمامه إلى الهيئة المديرة ككاتب عام، حمل معه زي الفريق المدرسي «نادي كرة القدم بتونس» الذي كان يشرف عليه قبل حله واقتسام ممتلكاته من طرف مسيريه وكان نصيب الشاذلي زويتن الأزياء الرياضية الحمراء والصفراء التي كانت أحسن من أزياء الترجي البيضاء والخضراء خصوصا في فصل الشتاء للوقاية من البرد القارس وأهداها للترجي لتصبح منذ ذلك اليوم أزياءه وألوانه الرسمية.

### الطقم الأساسي
| 1919–24 | 2010–11 | 2014–15 | 2016–17 | 2017–19 | 2019– |

### الطقم الاحتياطي
| 2014–15 | 2016–17 | 2018–19 | 2019– |

### الطقم الثالث
| 2018–19 | 2019– |

## منافسات
| البلد   | النادي                  | المنافسة |
| ------- | ----------------------- | -------- |
| تونس    | النادي الإفريقي         | ديربي    |
| تونس    | النجم الرياضي الساحلي   | كلاسيكو  |
| تونس    | النادي الرياضي الصفاقسي | منافسة   |
| مصر     | الأهلي                  | منافسة   |
| مصر     | الزمالك                 | منافسة   |
| المغرب  | الوداد الرياضي          | منافسة   |
| الجزائر | مولودية الجزائر         | منافسة   |

### ديربي العاصمة

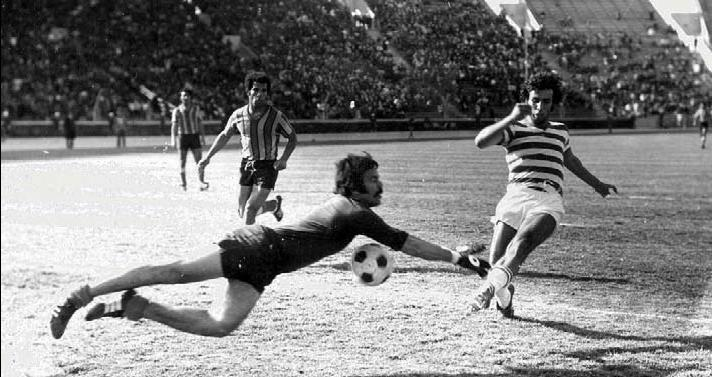
صورة لديربي تونس العاصمة يوم 13 فبراير 1970 انتهى بفوز النادي الإفريقي 1–0.

ديربي تونس العاصمة (بالفرنسية: Derby tunisois) أو ديربي العاصمة (بالفرنسية: Derby de la Capitale) أو لقاء الأجوار (كما يلقب من بعض المعلقين والإعلاميين) هي المباراة الكبيرة التي تجمع أكبر ناديين في تونس العاصمة وهما الترجي الرياضي التونسي والنادي الإفريقي. كما يوجد ديربي تونس الصغير يجمع أحد هذين الفريقين مع نادي الملعب التونسي. يمثل كل واحد من الفريقين حيا بمدينة تونس، حي باب السويقة بالنسبة للترجي وحي باب الجديد بالنسبة للنادي الإفريقي. يحتل ديربي تونس العاصمة المرتبة الأولى عربيا والثالث إفريقيا. كانت مقابلات الدربي تدور سابقا في ملعب الشاذلي زويتن، ثم انتقلت إلى الملعب الأولمبي بالمنزه، ومنذ عام 2001 أصبحت تدور في الملعب الأولمبي برادس. يلقب عادة الديربي تونس بلقاء الأجوار ذلك لأن كل واحد من الفريقين حيا بمدينة تونس، حي باب السويقة بالنسبة للترجي وحي باب الجديد بالنسبة للنادي الإفريقي. لعبت 194 مباراة إجمالية 36 قبل الاستقلال 132 في الرابطة التونسية المحترفة الأولى 22 في كأس تونس منها 8 مقابلات في الدور النهائي، مباراتان في كأس السوبر التونسي فاز الإفريقي بكلتيهما ومباراتان في كأس الرابطة التونسية المحترفة وفاز الترجي بكلتيهما، لكن الأفضلية واضحة للترجي إذ أنه فاز في 53 مباراة بينما فاز النادي الإفريقي في 32 مقابلة وانتهت 47 مباراة بالتعادل، أما بخصوص الأهداف فقد سجل الترجي 180 هدف وسجل النادي الإفريقي 142 هدف. يعد طارق ذياب لاعب الترجي الأكثر ظهورا في مقابلات الديربي على مر التاريخ بـ27 مباراة أما الصادق ساسي عتوقة لاعب النادي الإفريقي شارك في 27 ديربي، بالنسبة للهداف فلاعب النادي الإفريقي حسن بعيو يتصدر القائمة بـ9 أهداف يليه لاعب الترجي الشاذلي العويني بـ7 أهداف. كما أن للأجانب نصيب في الديربي إذ يعد الغاني هاريسون أفول أكثر الأجانب مشاركة في الديربي برصيد 13 مباراة، أما لاعبا الترجي الكاميروني جوزيف يانيك ندجيغ والإيفواري كانديا تراوري هما أكثر الأجانب تسجيلا للأهداف برصيد 4 أهداف لكليهما.
| سجل دربي تونس العاصمة   | سجل دربي تونس العاصمة | سجل دربي تونس العاصمة | سجل دربي تونس العاصمة | سجل دربي تونس العاصمة | سجل دربي تونس العاصمة | سجل دربي تونس العاصمة |
| المسابقة                | عدد المواجهات         | الفوز                 | الفوز                 | التعادل               | الأهداف               | الأهداف               |
| المسابقة                | عدد المواجهات         | الترجي الرياضي        | النادي الإفريقي       | التعادل               | الترجي الرياضي        | النادي الإفريقي       |
| ----------------------- | --------------------- | --------------------- | --------------------- | --------------------- | --------------------- | --------------------- |
| قبل الاستقلال           | 37                    | 17                    | 8                     | 10                    | 50                    | 43                    |
| الرابطة المحترفة الأولى | 144                   | 59                    | 33                    | 52                    | 177                   | 130                   |
| كأس تونس                | 22                    | 9                     | 9                     | 4                     | 22                    | 21                    |
| كأس السوبر التونسي      | 2                     | 0                     | 2                     | 0                     | 0                     | 2                     |
| كأس الرابطة المحترفة    | 2                     | 2                     | 0                     | 0                     | 4                     | 1                     |
| مجموع المباريات         | 207                   | 87                    | 52                    | 66                    | 253                   | 197                   |

### كلاسيكو تونس
يشير كلاسيكو تونس إلى المنافسة الكروية بين الترجي الرياضي التونسي والنجم الرياضي الساحلي، واللذان يقع مقراهما في تونس العاصمة وسوسة على التوالي. يُعتبر هذا اللقاء من أهم المنافسات في كرة القدم التونسية، حيث يمتلك الفريقان معًا 102 لقبًا، منها 17 بطولة قارية.
بدأت المواجهة الأولى بين الفريقين في موسم 1944–45 وانتهت بالتعادل السلبي. واجه الفريقان بعضهما البعض باستمرار، باستثناء موسم 1961–62 عندما تم حل النجم الرياضي الساحلي.
التقى الفريقان خمس مرات في كأس تونس، حيث فاز الترجي بالمواجهة الأولى عام 1957. كما امتدت المنافسة إلى المستوى القاري في دوري أبطال أفريقيا 2005، حيث انتهت المباراتان بالتعادل.
توج الفريقان بلقب الدوري ووصافته في نفس الموسم 17 مرة، بما في ذلك خمسة مواسم متتالية بين 1999 و2004.
| البطولة                                     | عدد المباريات | انتصارات الترجي | التعادلات | انتصارات النجم |
| ------------------------------------------- | ------------- | --------------- | --------- | -------------- |
| قبل 1956                                    | 16            | 7               | 4         | 5              |
| الرابطة التونسية المحترفة الأولى لكرة القدم | 142           | 57              | 45        | 41             |
| كأس تونس لكرة القدم                         | 26            | 12              | 3         | 11             |
| كأس السوبر التونسي                          | 1             | 0               | 1         | 0              |
| دوري أبطال أفريقيا                          | 10            | 7               | 3         | 0              |
| كأس الكونفيدرالية الإفريقية                 | 6             | 0               | 1         | 5              |
| الإجمالي                                    | 201           | 83              | 57        | 62             |

## الثقافة الشعبية

### المناصرون
بصفة رسمية يقوم بتأطير أحباء النادي وأنصاره هيئة أحباء الترجي الرياضي التونسي، إلا أنه ظهرت إلى جانبها العديد من مجموعات الألتراس التي تقوم بتنظيم دخلات النادي خلال المقابلات الكبرى. وأقدم مجموعة منها هي ألتراس المكشخين التي تنتمي إلى حركة الألتراس لكن ليس لها أي نظام قانوني كما هو الحال بالنسبة لمجموعات أحباء الفرق الأوربية. كما نجد سوبرا الجنوب (Supras sud) التي ظهرت عام 2004، كما ظهرت مجموعة الدم والذهب (Blood & Gold) في عام 2005، وزاباتيستا الترجي (Zapatista Esperanza) عام 2007 وتورسيدا (Torcida) عام 2008 وفي نفس العام ظهرت مجموعة ماتادورز (Matadors) وفي عام 2009 ظهرت مجموعة الفدائيين (Fedayn) وأيونوس ألغريس (Ayounos Algres) والأولاد الغرباء (Strano Boys) وفي عام 2010 ظهرت مجموعة المحاربون (Los guerreros) ومجموعة المقاومة المسلحة (Resista Armada) وغيرها... وتقتسم جميع هذه المجموعات المدارج الجنوبية وراء حارس المرمى. ومن أكرونيمات التي ترفعها بعض هذه المجموعات A.C.A.B الذي ترفعه مجموعات أخرى أيضا في أوروبا وحتى في تونس. قامت ألتراس المكشخين بعديد الدخلات والكراكجات وأبدعت فيها لها أكثر من 35 على المستوى المحلي فقط دون احتساب سنوات القمع من 2009 إلى 2011 حين منعت الألتراس في تونس من الدخلات.

#### زاباتيستا الترجي
زاباتيستا الترجي (Zapatista Esperanza) مجموعة ألتراس تشجع الترجي الرياضي التونسي أسست 2007 ورمزها (ZE07) وبكلمتها (siamo solo noi)

##### اختيار الاسم
يعود أصل الاسم إلى جيش زاباتيستا للتحرير القومى (Ejército Zapatista de Liberación Nacional, EZLN) هي مجموعة ثورية مسلحة من ولاية تشياباس في جنوب المكسيك. تتكون الحركة بصورة رئيسية من السكان الأصليون للأقليم. تتخذ الحركة من اسم أميليانو زاباتا (Emiliano Zapata)-أحد قادة الثورة المكسيكية 1910...

#### ألتراس المكشخين
ألتراس المكشخين أو باللهجة الدارجة التونسية أولترا لمكشخين (بلاتينية Ultras L'Emkachkhines) ورمزها (ULE02)، هي مجموعة ألتراس ترجية تأسست سنة 2002 من قبل فئة من مشجعي فريق الترجي الرياضي التونسي.

##### تاريخ التأسيس
تأسست ألتراس المكشخين في صيف 2002 وتحديدا في تاريخ 16/08/2002 وكانت نتيجة فكرة مجموعة من مشجعي الترجي بحب الفريق ومتأثرين بنشاط مجموعات ألتراس عريقة في أوروبا على غرار مجموعة Ultras Romani وFossa Dei Leoni ..وبعد مشاورات كثيرة ونقاشات عبر فورمات الأنترنت، قرروا تنظيم أول اجتماع لهم بمقهى الأوبرا في حي النصر بالعاصمة التونسية حيث تم التفاهم على إنشاء الجروب تحت مسمى ألتراس جالوروسو (Ultras Giallorosso، لكن سرعان ما تم تغير التسمية عبر اقتراح من أحد الأعضاء بتعويض كلمة جالوروسو بالمكشخين لرمزية هذه الكلمة في صفوف أنصار الترجي ولإضفاء روح الانتماء والهوية أكثر للجروب، وقد تم اختيار صورة الزعيم المحارب جيرانيمو كشعار للمجموعة باعتباره رمز للمقاومة والنضال ... وكان لألتراس لمكشخين أول بشاج والشروع في الإبداع في لقاء الترجي ضد الزمالك المصري سنة 2002 .

## حوادث

### مأساة 13 جوان 1971
13 يونيو 1971، يوم خسر الأحمر والأصفر نهائي كأس تونس أمام النادي الصفاقسي في ملعب المنزه، وسط غضب جماهيري كبير. حيث كانت جماهير «المكشخة» قد طالبت بتقديم المُنافسات المُتبقية من البطولة قبل اختتام الموسم بنهائي الكأس أمام النادي الصفاقسي وهو ما رفضته الجامعة التونسية ووزير الشباب والرياضة آنذاك الطاهر بلخوجة. مما أثار حالة من الإحتقان لدى الجماهير. ومنه انطلقت شرارة صراع مع الأمن أدى لوقوع أعمال عنف وشغب فَضلا عن رشق السياسيين والمسؤولين الحَاضرين بالمقذوفات.
كانت ردة الفعل الأولى من قبل الهيئة المديرة للترجي الرياضي، يوم 14 يونيو، حين أعلن السيد علي الزواوي وأعضاء الهيئة استقالتهم وتكليف هيئة مؤقتة لإدارة الترجي برئاسة المنصف زهير.
وفي 15 يونيو، تعلن وزارتي الداخلية والشباب والرياضة في بلاغين منفصلين عن «تَجميد» نشاط جمعية الترجي الرياضي التونسي وإجراء ما تبقى من مقابلات بدون حضور جمهور بالإضافة لحل المكتب الجامعي ولجنة أحباء الترجي مع إيقاف نشر مجلّة الترجي. وهو ما اعتبره كثيرون «مظلمة» تاريخية في حق الترجي.
لكن بعد عودته من رحلة التداوي بسويسرا، يوم 19 يونيو 1971، تفاجئ الرئيس الراحل الحبيب بورقيبة بالجماهير الترجية الغاضبة تردد بصوت واحد: «الترجي يا بورقيبة» ليتدخل بعدها بحوالي 40 يوما ويلغي القرارات الصادرة ضد الترجي ويعلن في خطاب له بمناسبة ذكرى عيد الجمهورية عن رفع العقوبات رسميا. كما استقبل في أغسطس من نفس العام الهيئة المديرة الجديدة للترجي برئاسة حسان بلخوجة.

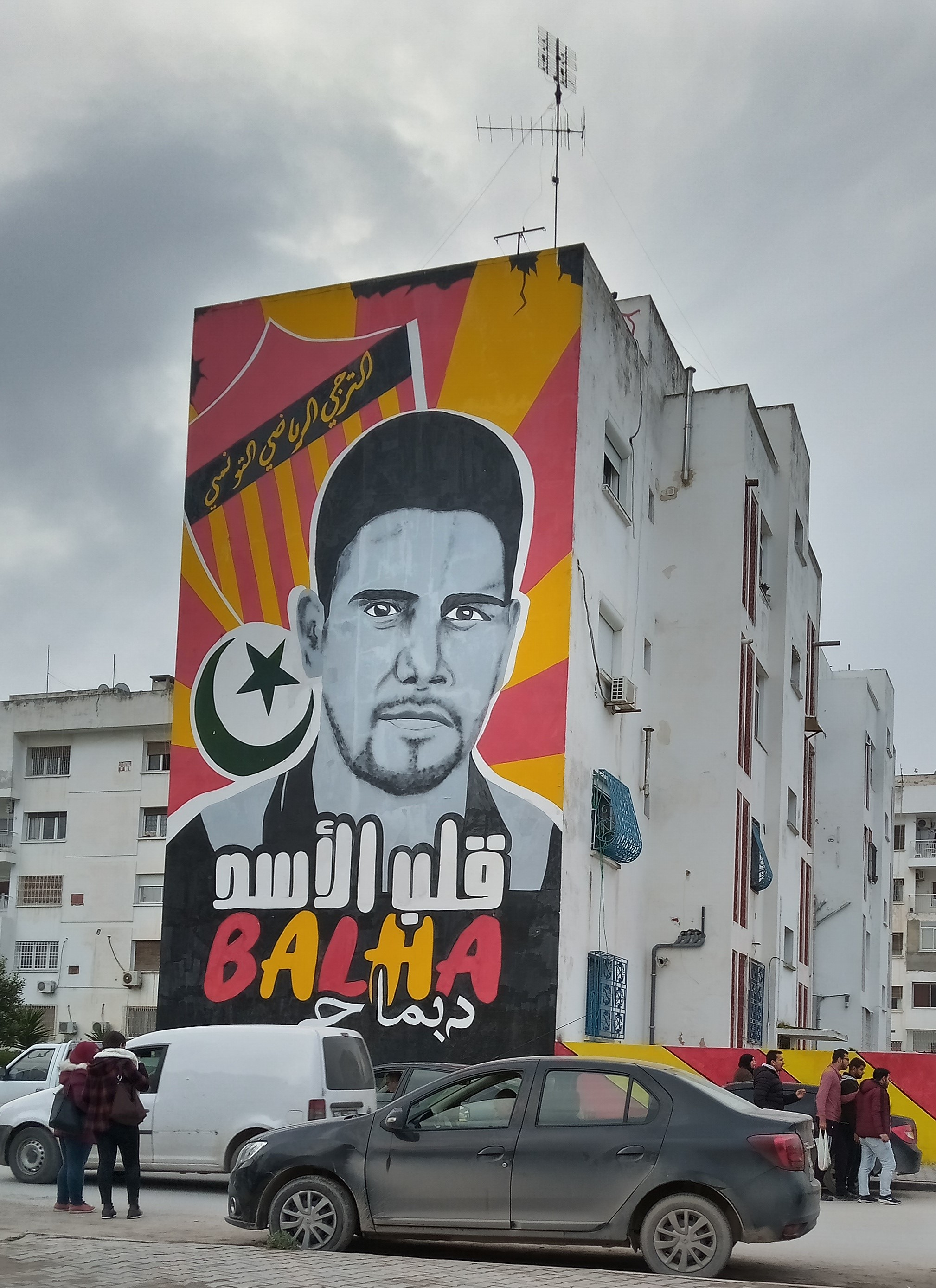
الهادي بالرخيصة، الملقب ببلهة. جدارية في مدينة أريانة.

الطاهر بلخوجة أكد في تصريح له أن فريق الترجي قد وقع «حله» عام 1971 لكن الواقع يؤكد العكس خاصّة أن الفريق أحرز البطولة في 1970 وخاض منافسات بطولة موسم 1971 - 1972 بحيث لم تستغرق عقوبة الإيقاف سوى 40 يوما وبالتحديد من 13 يونيو 1971 إلى 24 يوليو.

### وفاة الهادي بالرخيصة 1997
في 4 يناير 1997، خلال مباراة ودية بين الترجي الرياضي التونسي والفريق الفرنسي أولمبيك ليون على ملعب الشاذلي زويتن، تعرض الهادي بالرخيصة لنوبة قلبية في الدقائق الأخيرة من المباراة، مما أدى إلى وفاته على أرض الملعب. تركت وفاته المفاجئة أثرًا عميقًا في كرة القدم التونسية، ولا يزال إرثه جزءًا مهمًا من تاريخ الترجي.

### أحداث 8 أفريل 2010
في 8 أبريل 2010، دارت مباراة الترجي الرياضي التونسي ونادي حمام الأنف على أرضية ملعب المنزه. ومع نهاية الشوط الأول كان نادي حمام الأنف متقدما بفارق 3 أهداف «نظيفة» وهو ما أثار حالة الهيجان والغضب على المدرجات من قبل جماهير الترجي. وخلال الشوط الثاني قلص الترجي الفارق بهدفين من أقدام مايكل انرامو وخليل شمام، لكن في الدقيقة 76 من المباراة قُطع التيار الكهربائي عن الملعب لتتوقف المباراة حوالي 14 دقيقة شهدت أحداث عنف رهيبة وغير مسبوقة في الملاعب التونسية حين استغلت قوات الأمن الظلام للهجوم على المشجعين والاعتداء عليهم. وبعد استئناف المباراة عدل الترجي النتيجة عن طريق يوسف المساكني. لكن أحداث العنف تواصلت بعد نهاية المباراة واعتُبرت «انتفاضة» للجماهير الرياضية ضد الأمن.
عام 2014، برّء حكم المباراة مكرم اللقام فريق الترجي الرياضي من تهمة «قطع التيار الكهربائي عن ملعب المنزه» والتي لاحقته لسنوات مؤكدا أن الأمن هو من قام بذلك بأوامر من مسؤول أمني يدعى جلال بودريقة شغل آنذاك منصب مدير حفظ النظام «لـ «تنظيف» مدارج الترجي» وفق قوله.
اعتبر جمهور الترجي هذه الأحداث «شرارة الثورة» التي اندلعت بعد 8 أشهر ومحطة نضالية بارزة ضد الأمن والتي شهدت عدة جرحى وموقوفين جراء الصدامات الغير مسبوقة التي جرت في المباراة الشهيرة والتي انتهت بالتعادل 3 مقابل 3.

## التسويق والشراكة
في السنوات الأخيرة، طور النادي سياسته التسويقية كجزء من مشروع أوتلوك 2019 الذي يسمح للنادي بتطوير قطب اقتصادي لتنويع مصادر تمويله. بعد عدة مواسم مع نايكي، أصبح أومبرو الراعي الرسمي للفريق من بداية موسم 2017- 2018.

### متجر الترجي

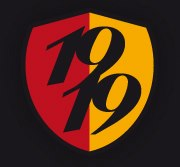
شعار متجر الترجي

في 29 يونيو، 2012، متجر ترجي رسميا، المتجر الرسمي لمشتقات النادي في يناير 2017 وبمناسبة الذكرى 98 للنادي، أعلن رياض بنور أنه سيتم تثبيت نقطتي بيع جديدتين.
```
في عام 2025، وبمناسبة الذكرى الـ 106 لتأسيس النادي، كشف الترجي الرياضي التونسي عن قميصه الثالث والرابع الخاص بهذه المناسبة. يتميز القميص الثالث بلون أبيض مع شعارات ذهبية معدنية وتفاصيل خضراء، بينما يأتي القميص الرابع بلون أخضر عسكري مائل إلى البني مع شعارات بيضاء وشعار النادي باللون الذهبي. تتوفر هذه القمصان للشراء عبر متجر الترجي.
[
190
]
```

### الترجي موبايل
يتم إطلاق عرض ترجي موبيل في بداية عام 2014 بعد اتفاق بين شركة اتصالات تونس والترجي الرياضي التونسي. بطاقات خطوط على غرار النادي متاحة الآن للجماهير مع فوائد حصرية، وهي الأولى وطنيا.

### ترجي +
في عام 2022، أطلق النادي تطبيقه الجديد ترجي +  على iOS وأندرويد. حقق التطبيق نجاحًا كبيرًا فور إصداره، حيث تجاوز 100,000 تحميل في غضون يومين فقط، مما يعكس شعبيته الواسعة بين الجماهير.
يتيح هذا التطبيق الجديد للمستخدمين متابعة جميع أخبار النادي والوصول إلى أحدث الصور، الفيديوهات، والبودكاست.
بالإضافة إلى ذلك، توفر النسخة المميزة للمشتركين مزايا أخرى، مثل الوصول المبكر إلى ترجي لايف، البرنامج اليومي للنادي، بالإضافة إلى جميع المحتويات الإعلامية، المقابلات، الأخبار، وكواليس الفريق. خلال السنة الأولى، من المتوقع أن يحقق التطبيق أرباحًا تقدّر بعشرة ملايين دينار تونسي.
في ديسمبر 2024، تم تحديث التطبيق الرسمي لـ الترجي الرياضي التونسي المعروف باسم ترجي + إلى الإصدار 2.8. عزز هذا التحديث ميزات التطبيق، مما يوفر للجماهير وصولًا محسنًا إلى أحدث الأخبار، جداول المباريات، ونتائج الفريق.

### خدمات التذاكر
أيضا يمكن لمشجعي المكشخة أن يقوموا بحجز التذاكر مسبقا أو شراء بطاقات الاشتراك لحضور المباريات.

### الميزانية العامة
تبلغ ميزانية النادي 17.6 مليون يورو في عام 2012. ثم إلى 9.398 مليون يورو في 2013 و12.17 مليون يورو في 2014، وأخيرًا وصلت إلى 17.6 مليون يورو في 2018.
بحلول موسم 2022–2023، بلغت ميزانية النادي 50 مليون دينار تونسي (حوالي 16 مليون يورو).
في خطوة بارزة، أصبح الترجي الرياضي التونسي أول نادٍ رياضي تونسي يتم إدراجه في بورصة تونس من خلال شركته الأم، ترجي هولدينغ، في 31 ديسمبر 2024. من المتوقع أن تسهم هذه الخطوة الاستراتيجية في تنويع مصادر الدخل، وتعزيز الشفافية المالية، ودعم النمو المستدام. لم يتم الكشف عن الأرقام المحددة لميزانيتي 2024 و2025 بعد، ولكن من المتوقع أن تتجاوز الأرقام السابقة.

## النوادي الرياضية
وبصرف النظر عن كرة القدم، فإن الترجي الرياضي التونسي يضم سبعة تخصصات أخرى: كرة اليد والكرة الطائرة وكرة السلة والملاكمة والمصارعة والجودو والسباحة. ظهر قسم كرة السلة، الذي تم حله في عام 1995، في عام 2011 مع فئات الشباب.

## وصلات خارجية
- الموقع الرسمي للترجي الرياضي التونسي.
- صفحة الترجي الرياضي التونسي على موقع كوووة.